# Hannoversche Gummiwerke Excelsior

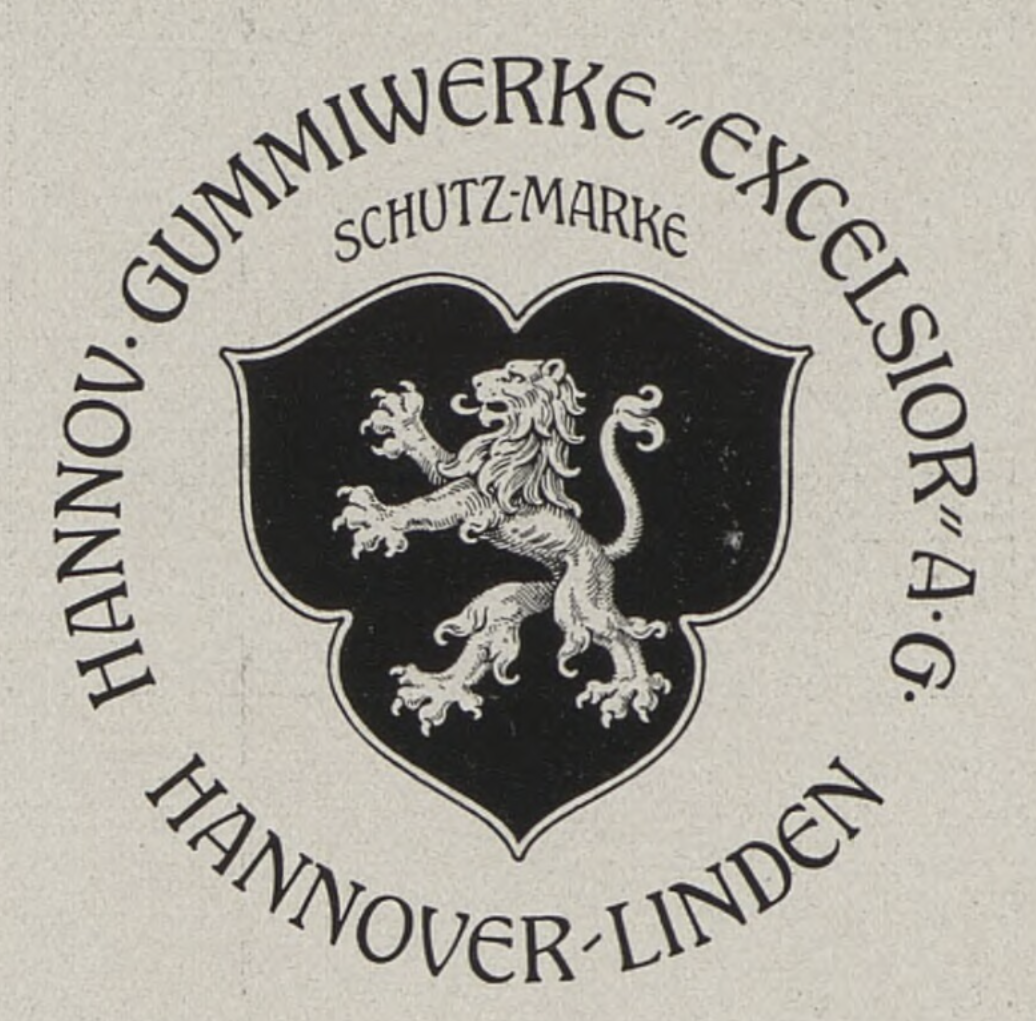

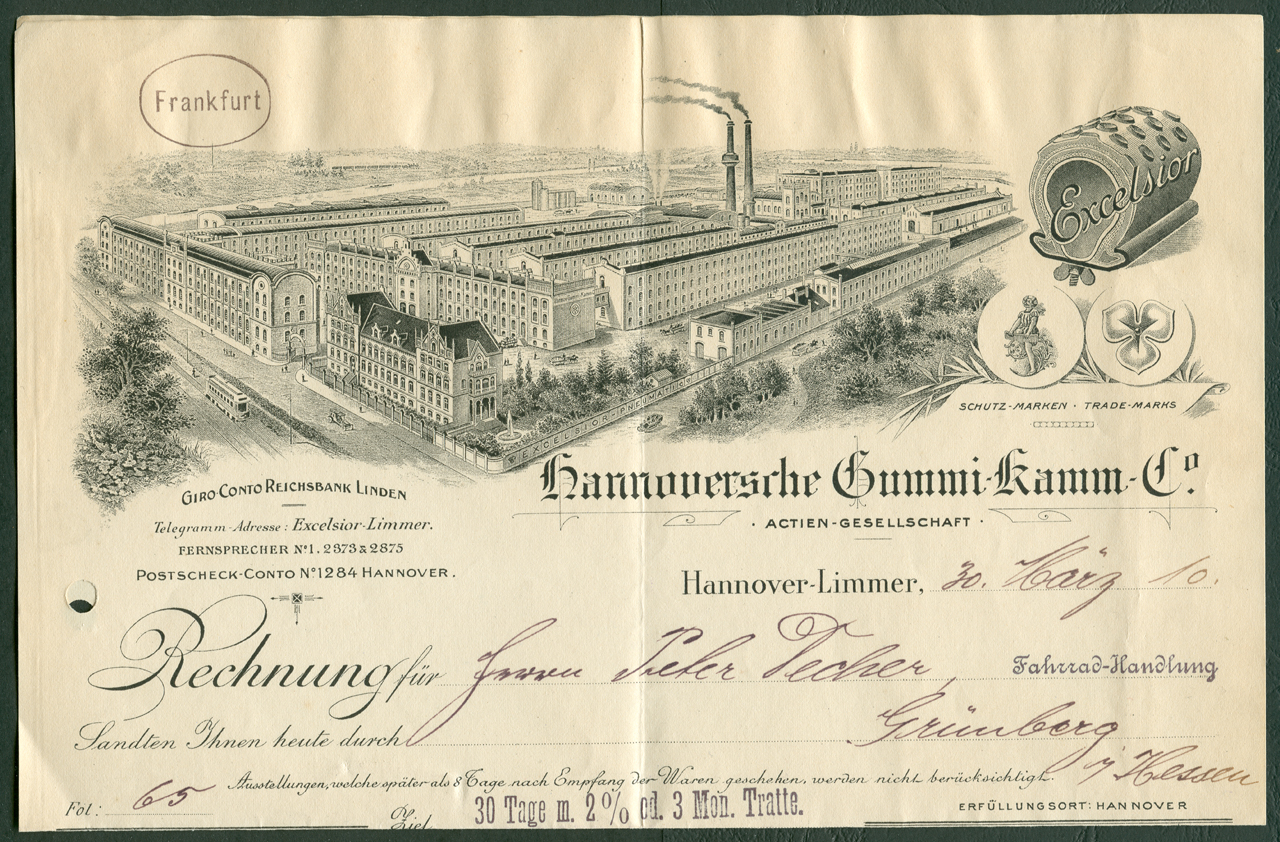
Werksgelände um 1910, Schutzmarken und Luftdruckreifen „Excelsior“, Stich auf einem Rechnungsvordruck

Die Hannoverschen Gummiwerke Excelsior waren ein gummiverarbeitendes Unternehmen in Hannover-Limmer, das 1928 in der Continental AG aufging. Die Firma Hannoversche Gummiwerke Excelsior geht zurück auf die älteste Gummiwarenfabrik Hannovers, die 1862 gegründete Gummi-Kamm-Compagnie Seine Blütezeit erlebte das Unternehmen als Hersteller von technischen Gummiartikeln und Reifen zwischen 1890 und 1928 mit bis zu 6.000 Beschäftigten. Am Standort Limmer begann die Produktion 1899 und lief 100 Jahre bis 1999.
Die umfangreichen Fabrikhallen wurden danach weitgehend abgerissen. Erhalten geblieben sind neben dem markanten, unter Denkmalschutz stehenden Wasserturm die Verwaltungsgebäude und ein mehrgeschossiger ehemaliger Produktionstrakt entlang des Stichkanals zum Lindener Hafen. Das 170.000 m² große Gelände soll als „Wasserstadt Limmer“ in eine Wohnnutzung überführt werden.

## Geschichte

### Hannoversche Gummikammfabrik 1862 bis 1883

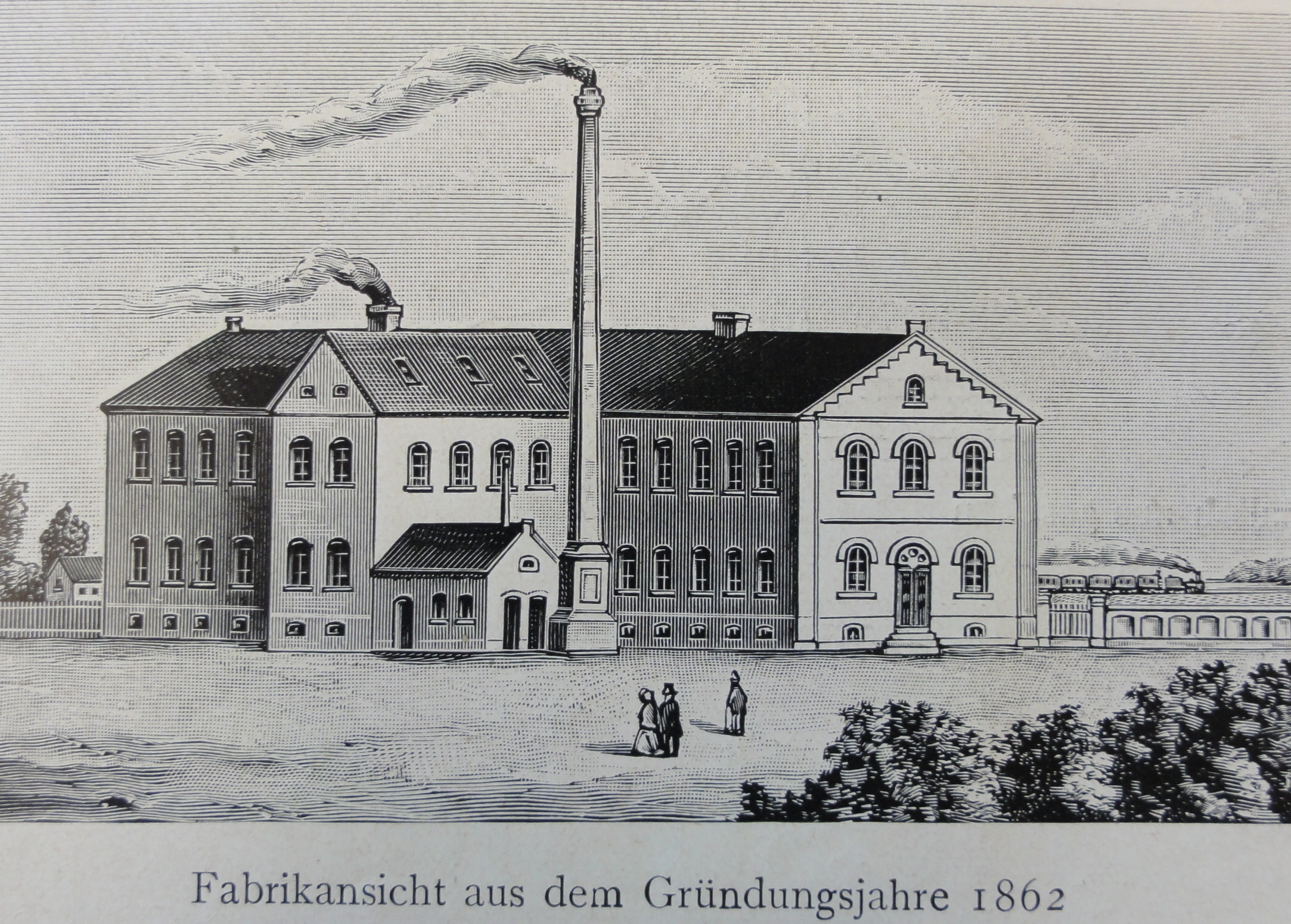
Hannoversche Gummikamm Comp., Werk 1862 an der Striehlstraße / Nicolaistraße

Das Unternehmen geht zurück auf die Hannoversche Gummi-Kamm-Compagnie, die als älteste Gummiwarenfabrik Hannovers bezeichnet wird. Als Gründungsdatum wird April 1862 genannt. Das Unternehmen bestand zu diesem Zeitpunkt bereits einige Jahre als Manufakturbetrieb, der von Johann Louis Martiny als Kammsägerei gegründet worden war und zur Steuerersparnis außerhalb des damaligen Stadtgebiets angesiedelt wurde. 1862 wurden neue Räumlichkeiten an der Striehlstraße in Hannover-Mitte bezogen, die u. a. mit einer eigenen Dampfmaschine mit 6 PS Leistung ausgestattet waren. Ende 1862 wurden 80 Mitarbeiter beschäftigt, das Werk war zu einem für damalige Verhältnisse großen Betrieb herangewachsen.
Neben dem traditionellen Werkstoff Horn wurde Hartkautschuk verwendet, damals als Ebonit bezeichnet. Zunächst wurde dieses Material aus Großbritannien bezogen, bis mit der Betriebserweiterung die eigene Herstellung aus Rohkautschuk möglich wurde. Bereits in der Phase des Manufakturbetriebs wurden die technischen Kenntnisse erweitert, so dass die üblichen Anlaufschwierigkeiten mit dem damals neuen Naturprodukt Kautschuk schnell überwunden wurden. Die Eingliederung des Königreichs Hannover in den preußischen Staat erweiterte ab 1866 die Absatzmöglichkeiten. Das Unternehmen wuchs in den Folgejahren schnell und dehnte das Produktionsprogramm auf Modeschmuck (Broschen, Armringe, modische Kämme, Fibeln u. a.), medizinisch-hygienische Artikel und Raucherartikel (u. a. Mundstücke für die französischen Bryère-Pfeifen) aus. Die Produktion wurde schon nach wenigen Jahren um zwei Waschwalzwerke für Rohgummi und zwei Mischwalzwerke sowie eine 40 PS starke Dampfmaschine erweitert.

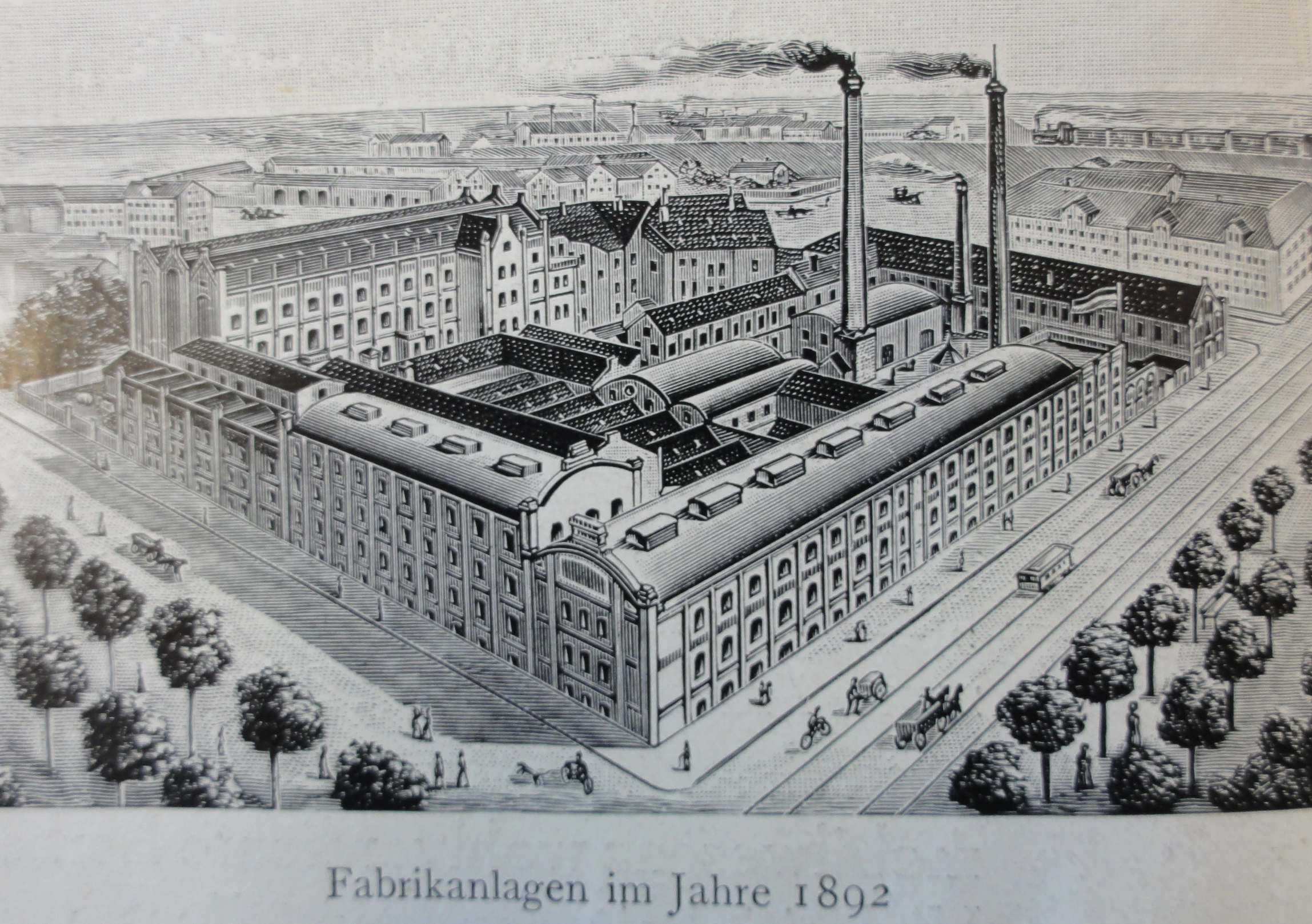
Hannoversche Gummikamm Comp., Werk 1892 an der Striehlstraße / Nicolaistraße

Der Unternehmensgründer Johann L. Martiny schied 1865 mit der Umwandlung in die Hannoversche-Gummi-Comp. oHG und der damit verbundenen Kapitalerhöhung aus dem Unternehmen aus, blieb ihm aber verbunden, wie die späteren Vorgänge 1871 bei der Gründung der Continental AG zeigten. Der Kaufmann Otto Stockhardt sowie die Bankiers Moritz G. Meyer und dessen Bruder Ferdinand Meyer als Gesellschafter kamen als Gesellschafter hinzu. Das Unternehmen wurde in der Folgezeit kurz „Gummi-Kamm“ genannt, es wuchs in den Folgejahren kontinuierlich weiter und wurde 1883 in eine Aktiengesellschaft umgewandelt. In den 1890er Jahren waren die Erweiterungsmöglichkeiten auf dem angestammten Werksgelände erschöpft, dort arbeiteten mittlerweile 1.100 Beschäftigte. Ein neues Fabrikgelände wurde in Hannover-Limmer erschlossen und die Produktion dorthin verlegt. Das alte Werksgelände wurde verkauft.

### Verflechtungen bei der Gründung der späteren Continental AG 1871

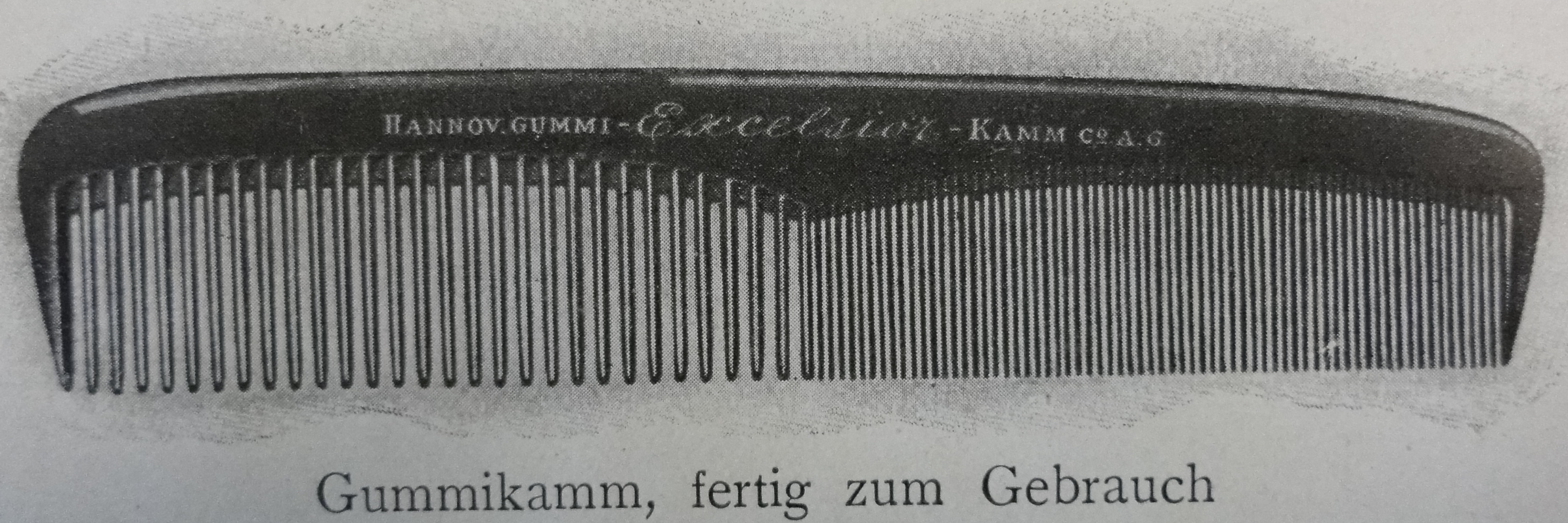
Hannoversche Gummiwerke, Kamm aus Hartgummi, um 1912

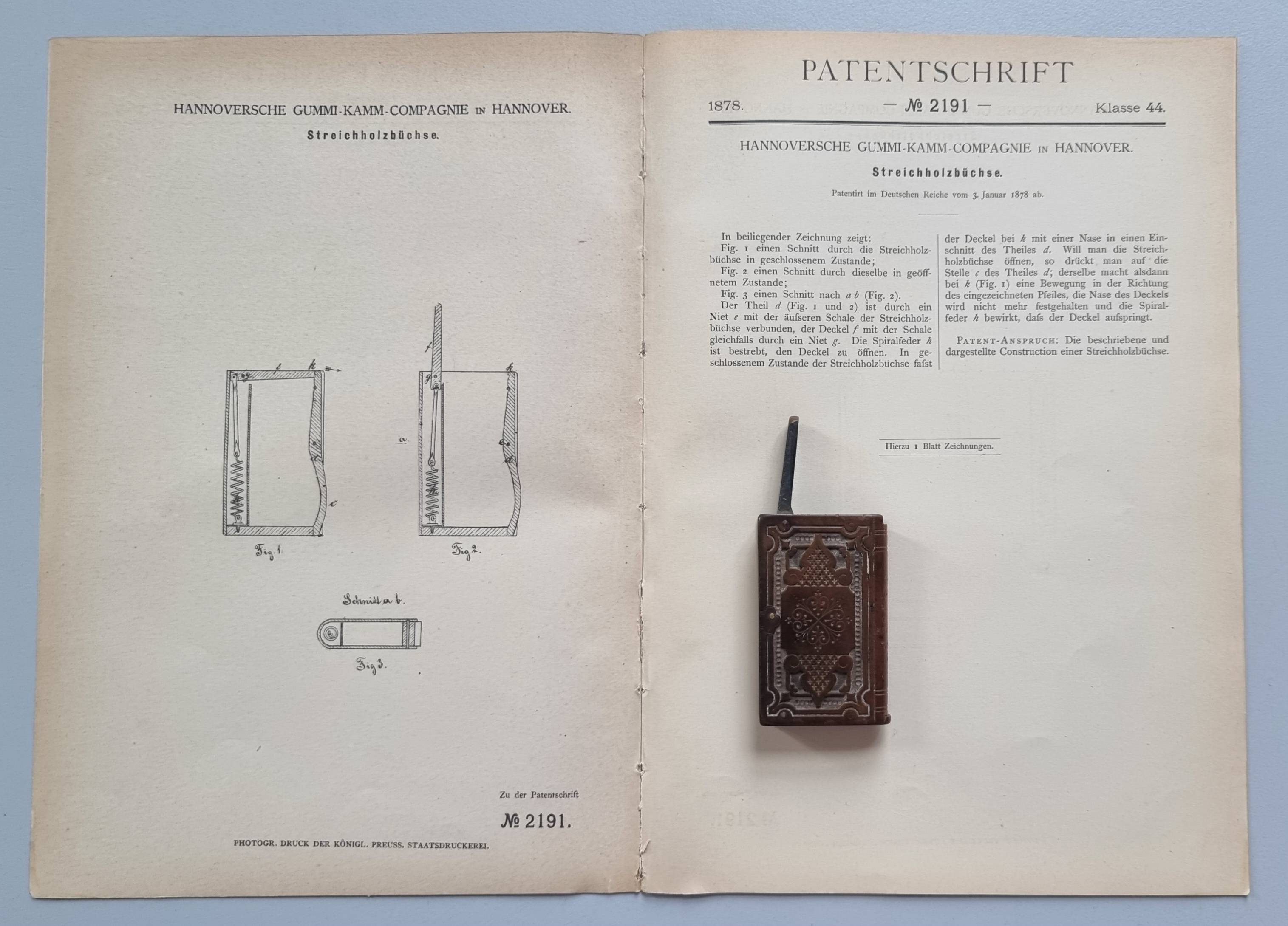
Modifizierte „Streichholzbüchse“ mit der Patentschrift der Hannoverschen Gummi-Kamm-Compagnie (Hann. G.K.C.);
patentiert ab dem 3. Januar 1878

Im Jahr 1871 beteiligten sich die drei Gesellschafter der „Gummi-Kamm“ an folgenreichen Verhandlungen nach dem Konkurs einer anderen Gummiwarenfabrik. Im Ergebnis kam es zur Gründung der Continental-Caoutchouc- & Gutta-Percha-Compagnie AG, dem Vorläufer der heutigen Continental AG, an deren Stammkapital von 300.000 Talern die drei Gesellschafter mit 80.000 Talern (26,7 %) beteiligt waren. Mit dieser Beteiligung, die auf Vermittlung des Gründers der Hannoverschen-Gummi-Comp., Johann L. Martiny, und dessen Sohnes zustande kam, gelang anfangs eine gesicherte Einflussnahme auf das neu gegründete Unternehmen – auch durch personelle Präsenz. Otto Stockhardt blieb über mehrere Jahre Vorstandsmitglied als Aufsichtsratsdelegat. Außerdem konnte eine Trennung der Produktionsschwerpunkte vereinbart werden: Die Hannoversche-Gummi-Comp. oHG sollte weiterhin die angestammten Hartgummiwaren herstellen, die neue Continental-Caoutchouc- & Gutta-Percha-Compagnie AG (kurz „Continental“, wegen des anfänglichen Produktionsprogramms auch „Gummi-Ball“) sollte ausschließlich Weichgummi-Produkte produzieren. Diese Trennung hielt bis in die 1890er Jahre.

### Hannoversche Gummikamm AG 1883 bis 1912

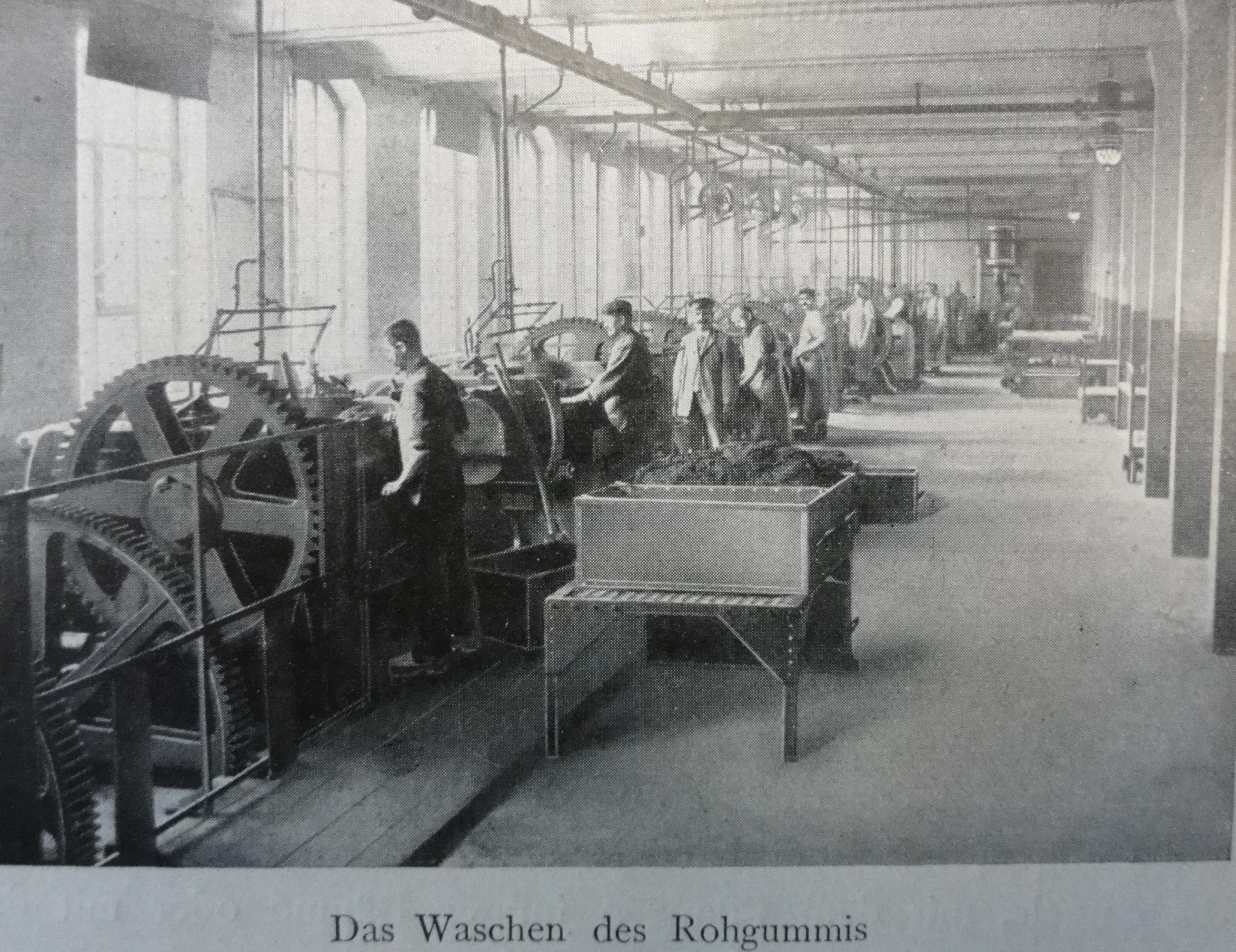
Waschen von Rohgummi im Excelsior-Werk 1912

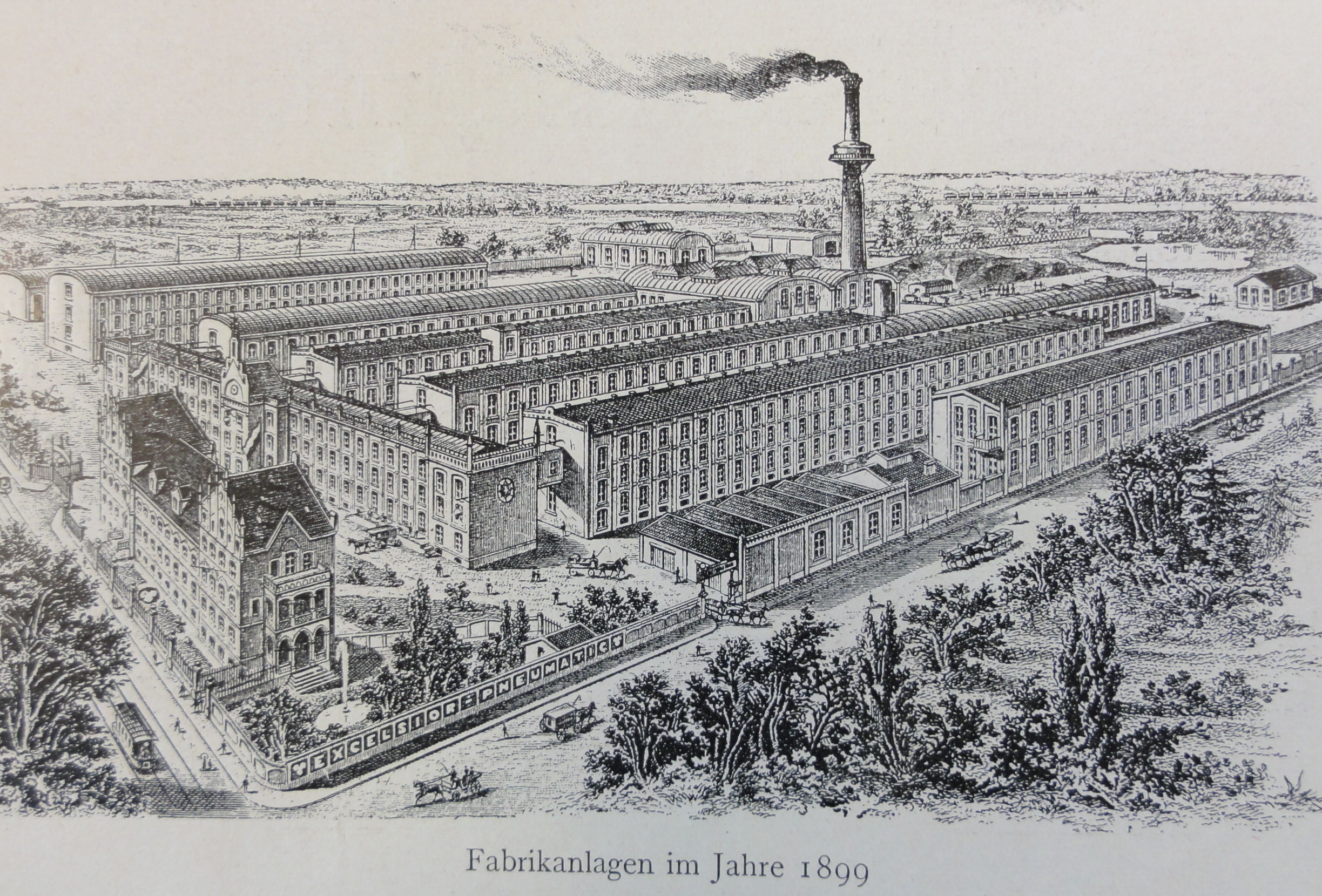
Hannoversche Gummikamm AG, Werk 1899 am neuen Standort Hannover-Limmer

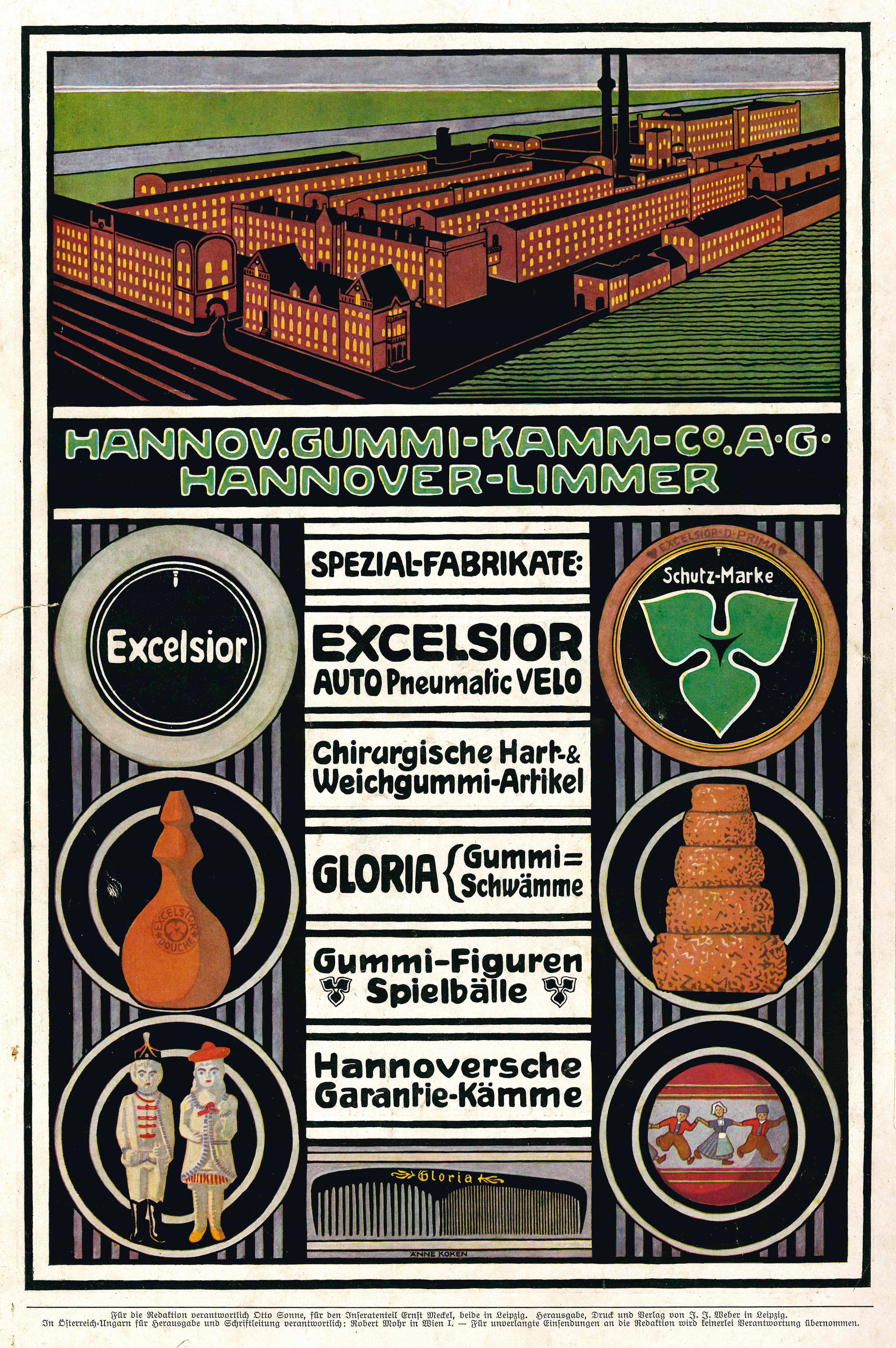
Skizzenhafte Vogelperspektive der Gebäudegruppe am Dreieck der Wunstorfer Straße mit den Wasserwegen Stichkanal Hannover-Linden und Leineabstiegskanal, darunter etwa die Schutzmarke mit dem hannoverschen dreiblättrigen Kleeblatt und Gummiprodukte wie Spielzeug oder ein Kamm der Marke Gloria
vierfarbiger Rückendeckel der Illustrirten Zeitung, Sondertitel Hannover und Grenzgebiete, vom 20. April 1911, mit der Künstlersignatur der Grafikerin Änne Koken über dem Impressum

Hartgummi ließ sich vielfältig nutzen, da es nur gering wärme- und stromleitend sowie leicht zu verarbeiten ist, da es bei 70° bis 100° Celsius weich und biegsam wird, aber beim Erkalten die ursprünglich Festigkeit zurückgewinnt. Eine erhebliche Produktionsausweitung gelang in den 1880er Jahren mit Isolationsbauteilen für das expandierende Telegrafie- und Telefoniewesen, die als „Gloria-Isolit“ und „Eisengummi“ (u. a. für Batteriekästen) vermarktet wurden. Im Zuge der Umwandlung der „Gummi-Kamm“ in die Hannoversche Gummikamm Co. AG fanden 1883 Gespräche mit der Continental AG über eine Fusion statt. Für beide Unternehmen hätte sich die Entwicklung zu einem „schlagkräftigen diversifizierten Gummikonzern“ ergeben können, für die „Gummi-Kamm“ wäre außerdem die Stärkung der Kapitalkraft auf diesem Weg vorteilhaft geworden. Die industrielle Führung beanspruchte der Vorstand der Continental AG, Siegmund Seligmann, der auch die Initiative für die Gespräche ergriffen hatte. Die Lösung kam nicht zustande, in der Folge dehnte die „Gummi-Kamm“ ihre Produktion auch auf Weichgummiwaren aus, insbesondere Fahrradreifen, später auch Autoreifen. Bereits in den 1880er Jahren wurden erfolgreich Fahrradreifen produziert, zunächst aus Vollgummi, ab 1888 kurzzeitig als sog. Kissenreifen aus geschäumten Gummi und ab 1890 als Schlauchreifen. 1892 kamen Pressluftreifen mit Luftschlauch hinzu, womit die „Gummi-Kamm“ zu den ersten Produzenten gehörte, allerdings etwas später als die Continental AG die Produktion aufnahm und deren Vorsprung später technologisch und beim Umsatz nicht aufholen konnte.
Mit der Aufnahme der Weichgummi-Produktion wurde zwar die Produktionsabsprache von 1871 gesprengt, es kam dennoch zu weiteren strategischen Allianzen. So verpflichtete sich die Continental AG dazu, keine chirurgischen Produkte und Artikel für elektrische Zwecke zu produzieren, im Gegenzug strich die „Gummi-Kamm“ die Herstellung von Weichgummiartikeln und Spielbällen. Dagegen durften beide Unternehmen gummierte Stoffe herstellen, wobei die „Gummi-Ball“ drei Prozent der zugehörigen Umsätze an die „Gummi-Kamm“ zu vergüten hatte. 1893 kam es zwischen beiden Unternehmen zu einer Verkaufskonvention für Fahrradreifen, die fortan auf gemeinsame Rechnung im Verhältnis 30 : 70 („Gummi-Kamm“ / Continental AG) erfolgte.
Zu dieser Zeit wurde das Unternehmen von Kommerzienrat Georg Heise geleitet, der sich vom Lehrling zum Generaldirektor emporgearbeitet hatte und durch den das Unternehmen im großen Stil expandierte.  

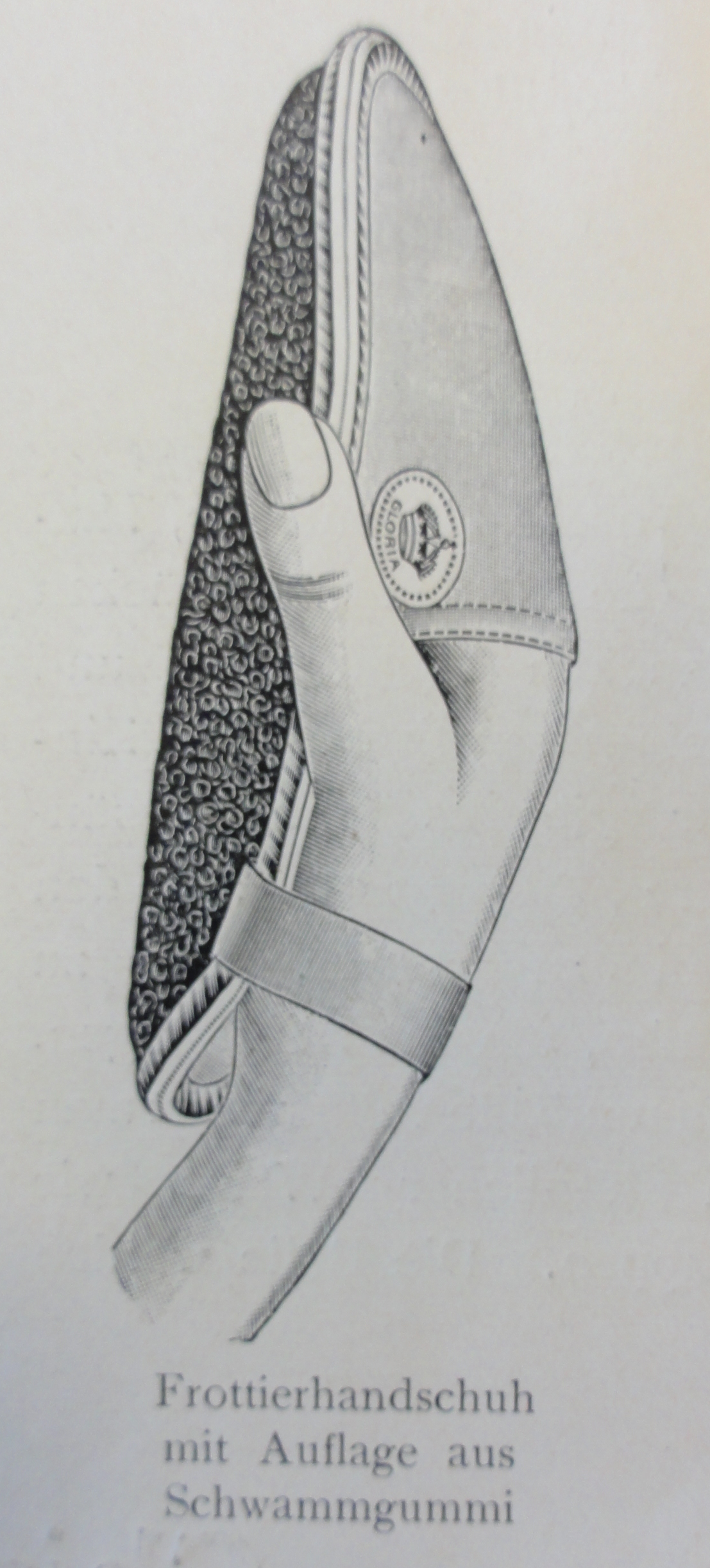
Frottierhandschuh „Gloria“
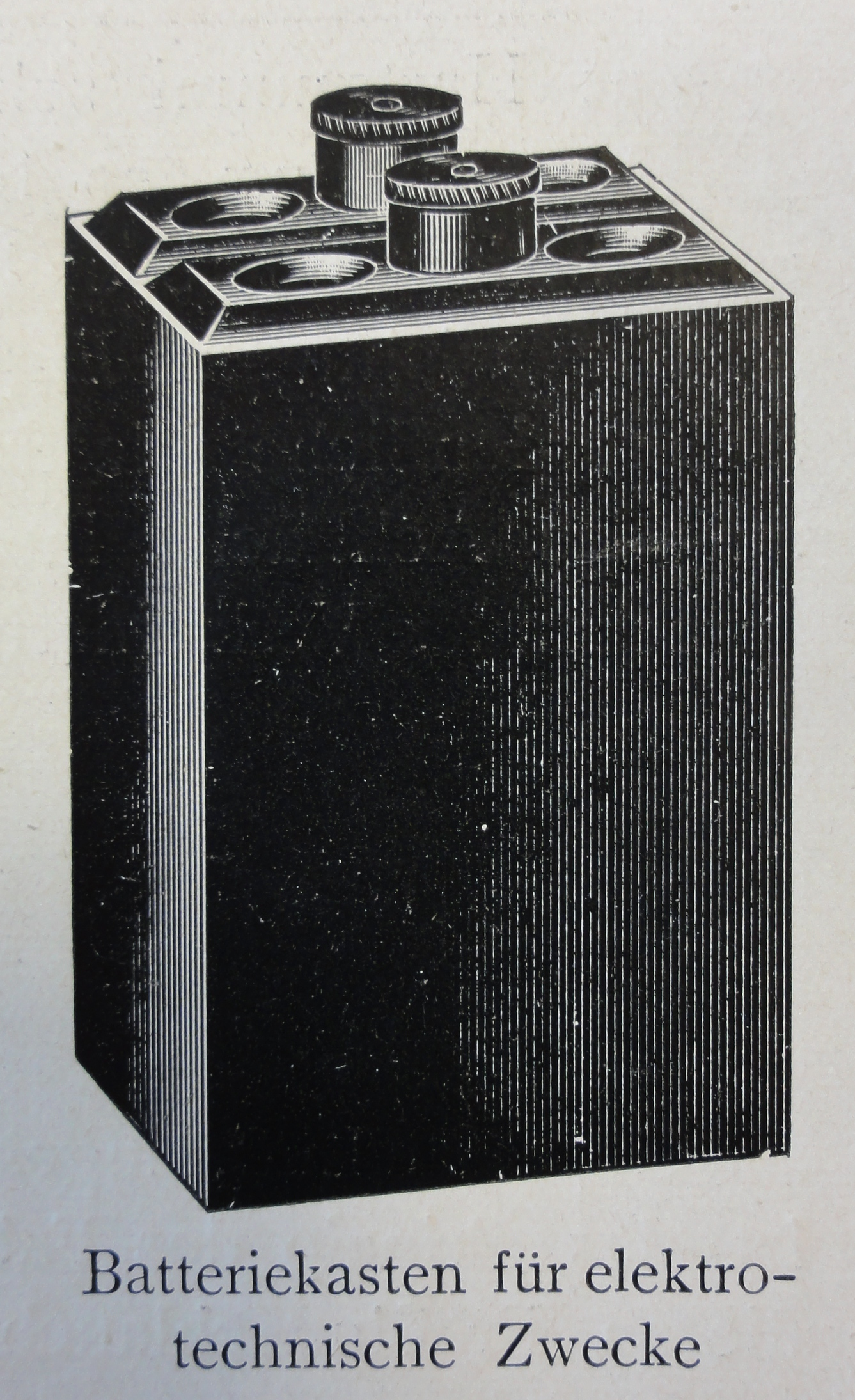
Batteriekasten
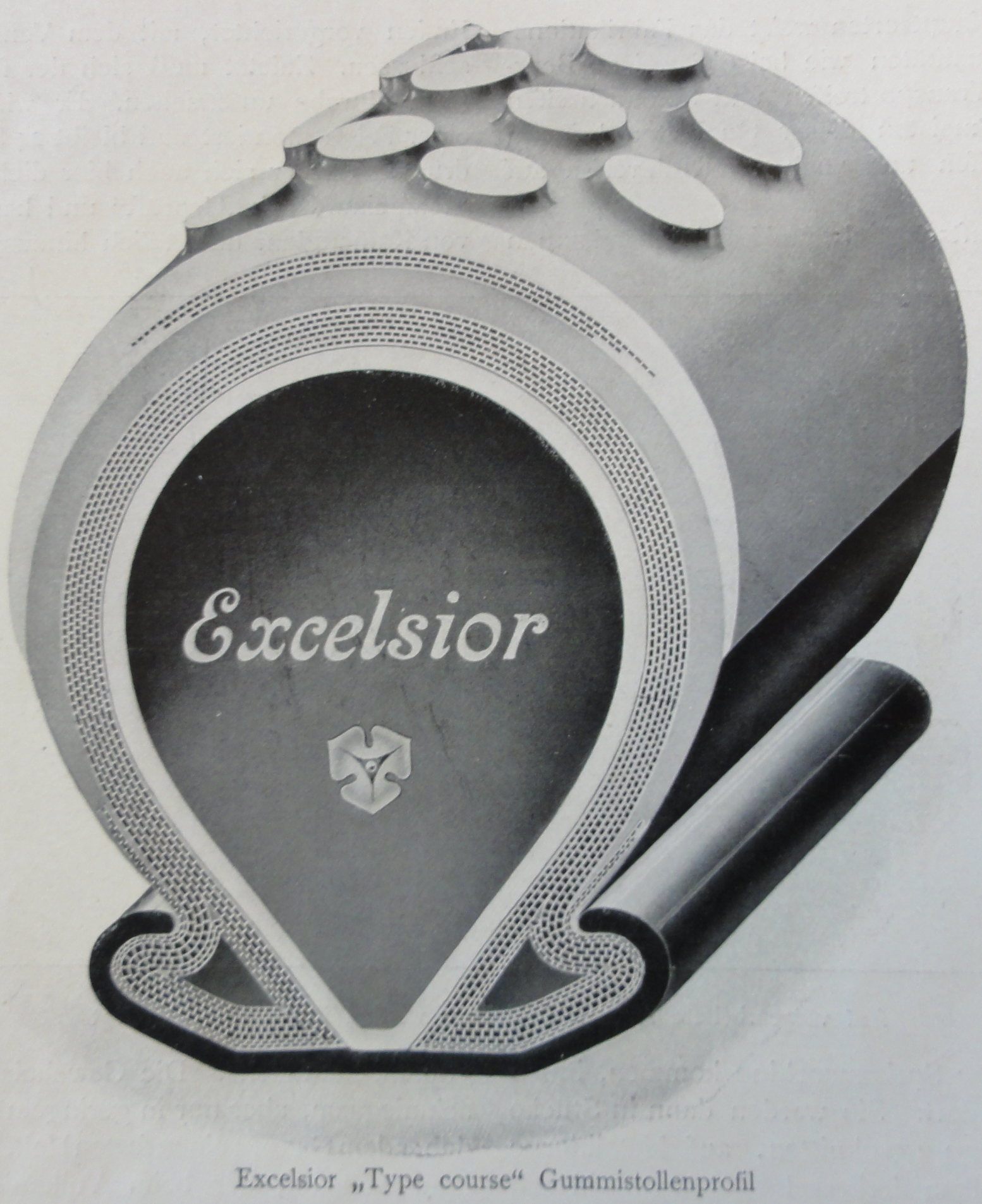
Fahrradreifen „Excelsior“
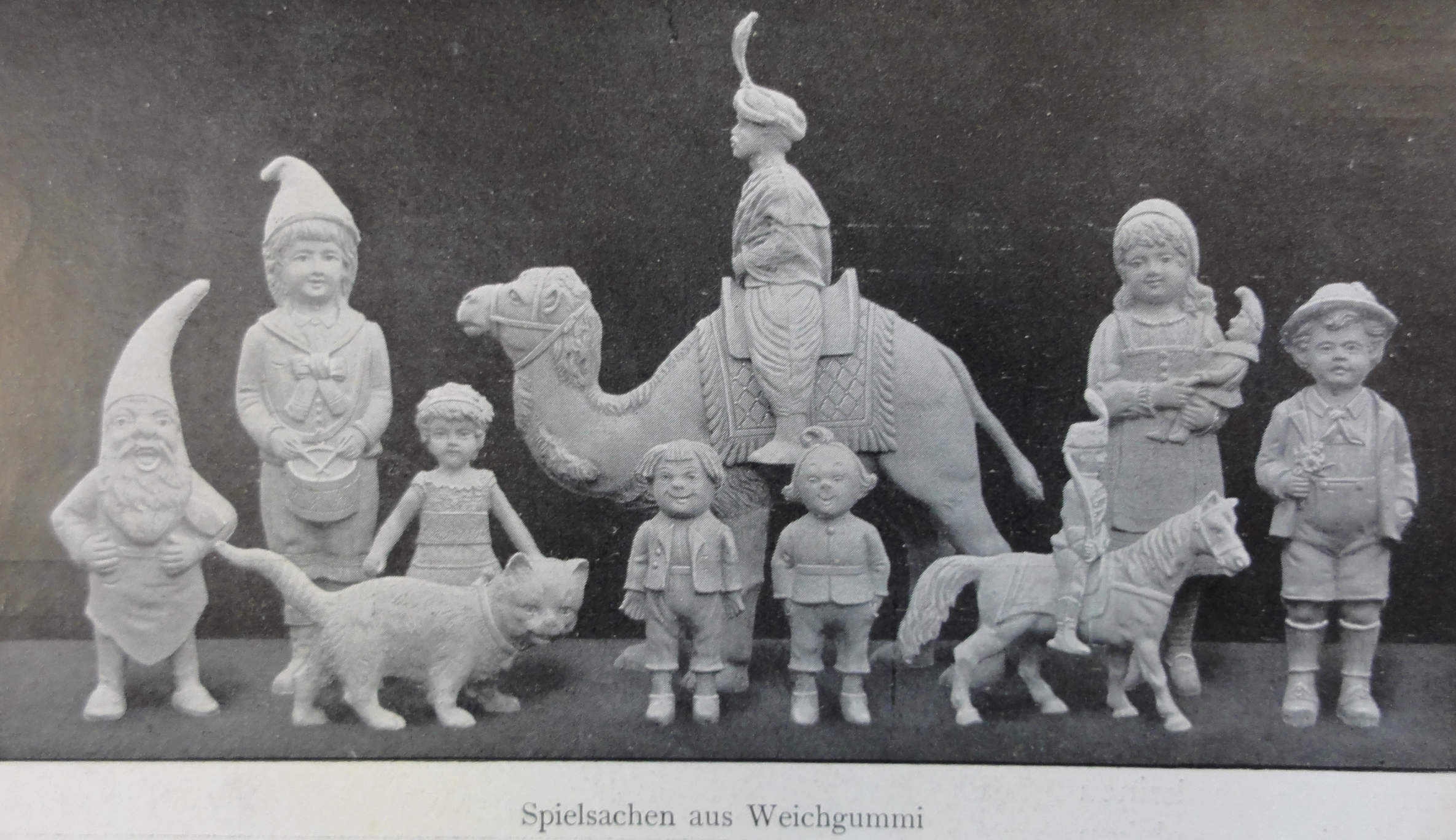
Spielsachen aus Weichgummi
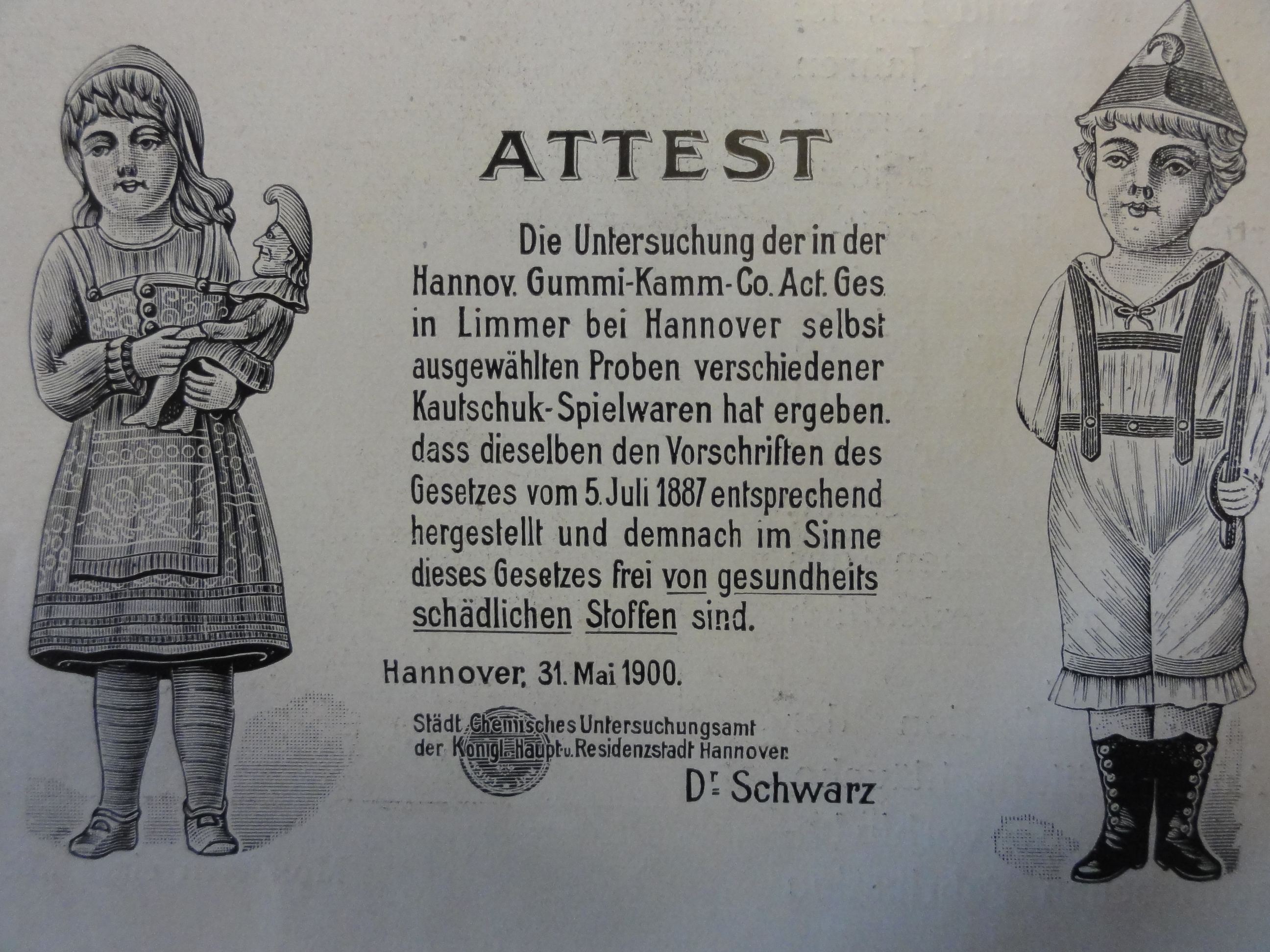
Qualitätsattest

### Hannoversche Gummiwerke Excelsior AG 1912 bis 1928

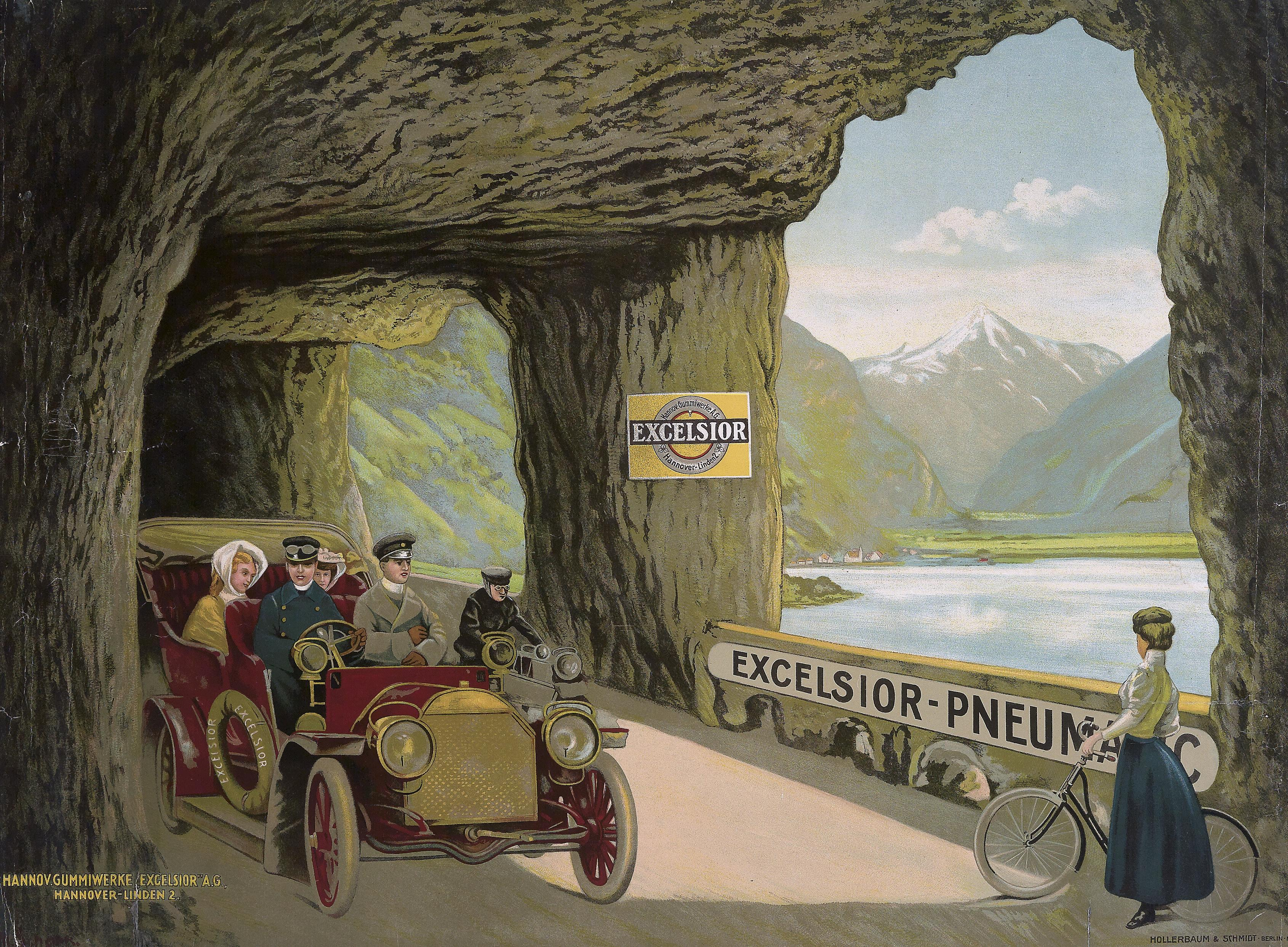
Plakat „Excelsior Pneumatic“
Druck von Hollerbaum & Schmidt (Berlin), um 1910

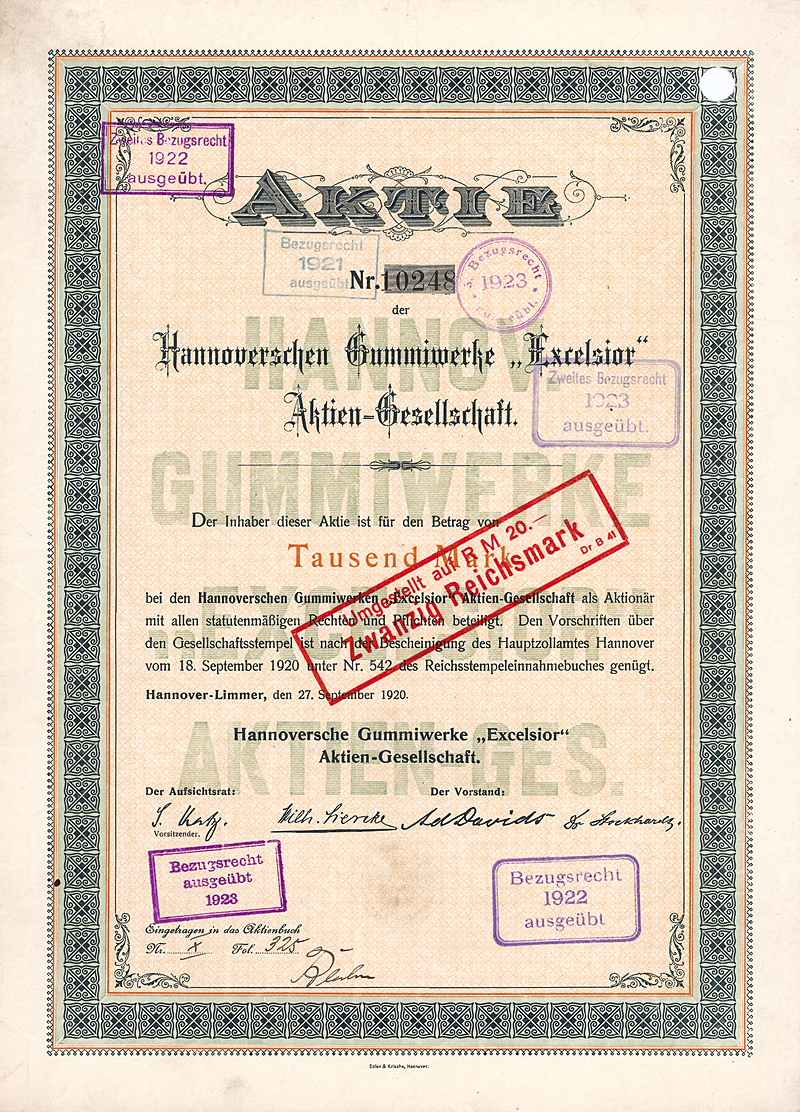
Aktie über 1000 Mark der Hannoverschen Gummiwerke Excelsior AG vom 27. September 1920

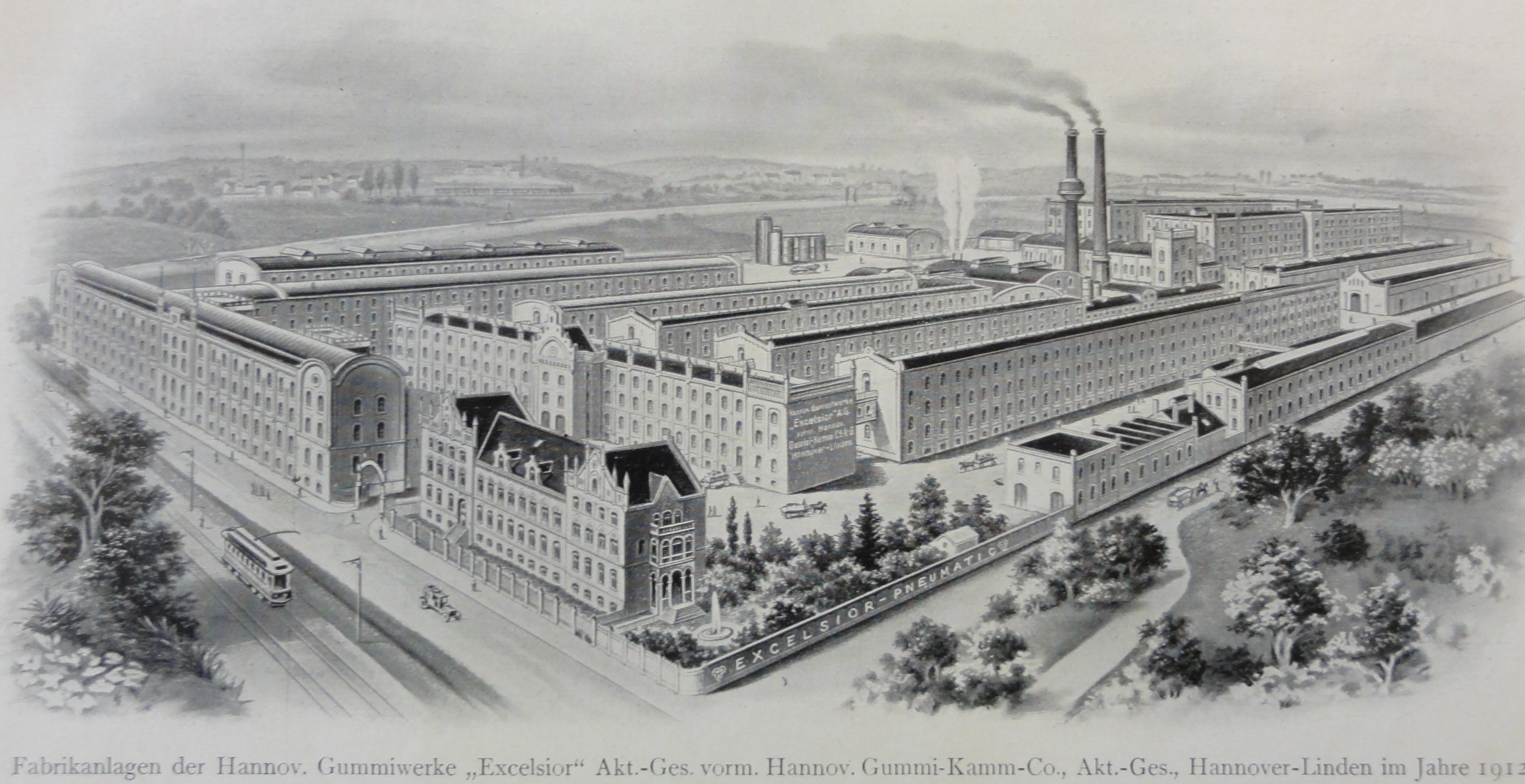
Hannoversche Gummiwerke Excelsior AG Hannover-Limmer, 1912 zur 50-Jahr-Feier

Zum 50-jährigen Bestehen 1912 wurde die Firma in Hannoversche Gummiwerke Excelsior AG geändert, fortan war das Unternehmen als „Excelsior“, in Hannover auch als „Die Ex“ geläufig. Der Name „Excelsior“ hatte sich vorher bereits als Markenname für Reifen etabliert.
Die wirtschaftliche Situation lässt sich u. a. an der Dividende ablesen, die bis 1892 bei durchschnittlich 10 % lag, mit der Herstellung der Fahrradreifen auf 17 % anstieg (1893 bis 1905) und danach bis 1913 im Mittel sogar 23 % erreichte. Allerdings war die Zeit vor dem Ersten Weltkrieg von einem deutlich zunehmenden in- und ausländischem Konkurrenzkampf mit entsprechenden „Schleuderpreisen“ geprägt. Der Kriegsausbruch unterbrach diese Entwicklung, die danach umso heftiger wieder einsetzte.

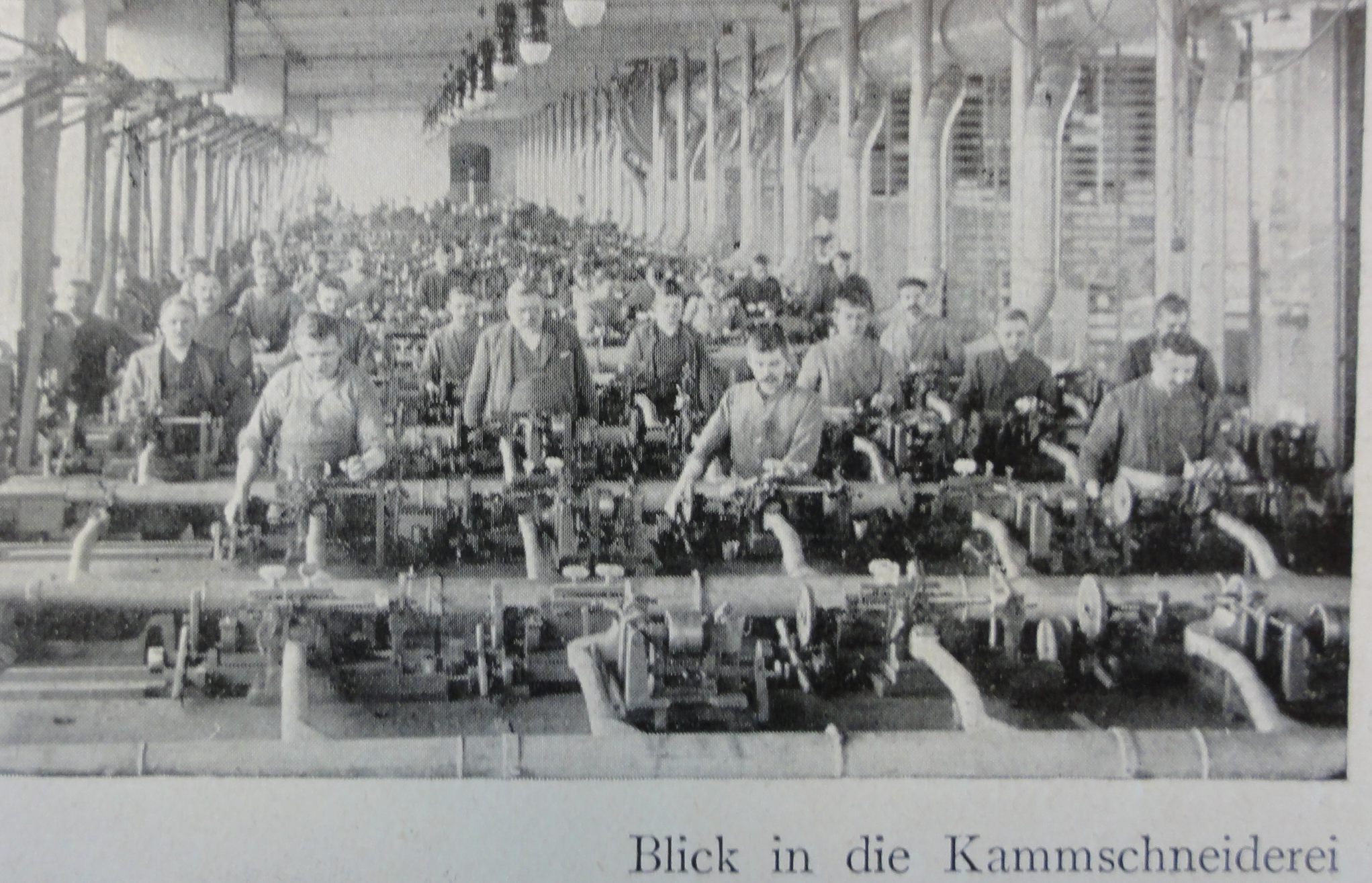
Kammschneiderei der Excelsior Werke 1912

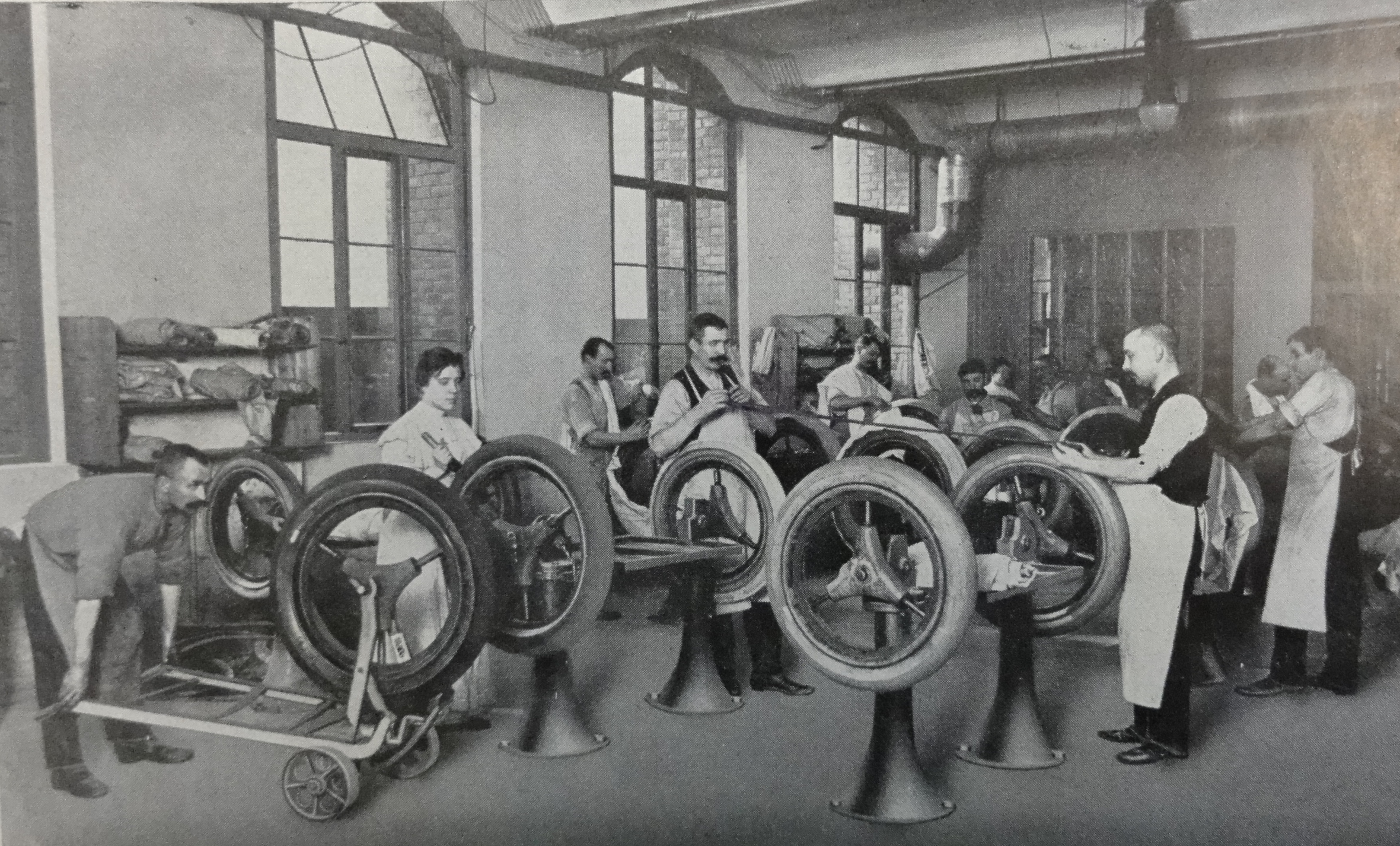
Hannoversche Gummiwerke Excelsior, Autoreifenherstellung

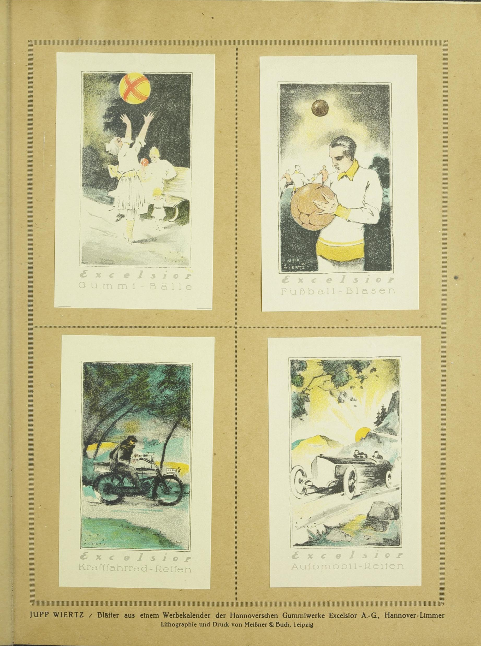
Werbeplakate von Jupp Wiertz (1921)

Mit Ausbruch des Ersten Weltkriegs wurde die Produktion auf kriegswichtige Güter ausgerichtet, vor allem Reifen und medizinische Artikel. Durch Einberufung vieler Mitarbeiter zum Kriegsdienst kam es zu organisatorischen Problemen, die durch vermehrten Einsatz von Frauen aufgefangen wurden. Der Mangel an Rohkautschuk führte durch Einsatz von aufbereitetem Gummi („Regenerat“) zu Qualitätsminderungen.
Nach Kriegsende gab es einen beträchtlichen Nachholbedarf für Konsumgüter aus Gummi und für Reifen, da deren Produktion kriegsbedingt eingeschränkt war und die Qualität durch vermehrten Einsatz von aufbereitetem Altgummi gesunken war. Die Fertigungsanlagen waren stark verschlissen, die Fertigungsmethoden unrationell. Auf diese Gegebenheiten reagierte die Unternehmensleitung mit dem Ausbau der Fertigungsstätten in Hannover-Limmer. Das Verwaltungsgebäude wurde aufgestockt, und eine neue Vulkanisierhalle entstand. Von 1920 bis 1922 wurde nach Plänen des Architekten Franz-Otto Lutz „der imposante viergeschossige Produktionsbau am Zweigkanal Linden errichtet, der eindrücklich die klassizistisch anmutende Industriebaukunst der Zeit um den Ersten Weltkrieg vorführt“. Die Beschäftigtenzahl stieg bis 1922 auf annähernd 6.000 Arbeiter und Angestellte an.
In dieser Zeit hatte sich der starke in- und ausländische Wettbewerb wieder voll entfaltet. Er führte in der Zeit der Hochinflation bis 1923 und ab 1929 in der Weltwirtschaftskrise zu Übernahmen und Zusammenbrüchen, wovon auch die Excelsior betroffen war. Die Erneuerungs- und Erweiterungsinvestitionen der Excelsior in den 1920er Jahren wurden durch insgesamt sechs Kapitalerhöhungen finanziert. Dabei gelang es der Continental AG bereits Anfang 1922, mehr als 25 Prozent des Aktienkapitals zu erwerben und damit zum bestimmenden Großaktionär der Excelsior zu werden.
Ab November 1922 kam es zu einer offenen Abwehr- bzw. Übernahmeschlacht, nachdem der Continental weitere 25 Prozent des Aktienkapitals der Excelsior über eine Bankengruppe angeboten worden waren. Der Excelsior-Vorstand unternahm im März 1923 mit einer außerordentlichen Gesellschafterversammlung den „verzweifelten Versuch“, durch Ausgabe von Vorzugsaktien mit erweitertem Stimmrecht die Vorherrschaft der Continental AG zu begrenzen. Dies wurde von der Continental AG abgelehnt, so dass der Vorstand zu der Erkenntnis gelangte, dass die Excelsior AG ihre Selbstständigkeit weitgehend verloren hatte.
Die Continental erwarb in der Folgezeit weitere Aktienanteile der Excelsior, so dass sich die beiden Unternehmensvorstände im Herbst 1927 über die Fusion einigten, die von der Generalversammlung der Excelsior am 10. Dezember 1928 gebilligt und rückwirkend zum 1. Januar 1928 wirksam wurde.

### Nach der Fusion – Zweigwerk der Continental AG bis 1999
Nach der Fusion wurde das Excelsior-Werk in Hannover-Limmer zum Zweigwerk der Continental AG und bei gleichbleibendem Fertigungsprogramm unter die Zentralorganisation gestellt. Die eingeführten Markennamen, vor allem „Excelsior“ für Reifen, wurden beibehalten. Auch die Verkaufsstrukturen blieben eigenständig, um die Vielzahl der hergestellten Produkte mit ihren speziellen Anforderungen in geeigneter Weise abzusetzen und die Käuferbindungen möglichst zu erhalten. Im Werk wurden umfangreiche Restrukturierungs- und Rationalisierungsmaßnahmen umgesetzt, bei denen unter anderem die Leistungen nach dem Bedaux-System ermittelt und bewertet wurden.
Das Kalkulations- und Rechnungswesen, das bisher der technischen Unternehmensleitung zugeordnet war, wurde – wie bei der Continental AG – nun dem kaufmännischen Unternehmensbereich zugeordnet. Während dieser Umstrukturierung kam es zu erheblichem Unmut und Widerstand gegen die Rationalisierungsmaßnahmen, die in einer Entlassungswelle vor allem bei den Angestellten mündete. Im Continental-Konzern, der Ende der 1920er Jahre weitere Unternehmen übernommen hatte, kam es in der Weltwirtschaftskrise zwischen 1929 und 1931 zu einem Personalabbau von 18.200 auf 11.000 Angestellte und Arbeiter, also um rund 40 Prozent.

### Zeit des Nationalsozialismus – 1933 bis 1945
Im Jahr 1939 zählte das Werk Limmer der Continental AG 4.100 Beschäftigte. Das Produktionsprogramm wurde kriegsbedingt auf gummierte Stoffe, chirurgische Waren und Hartgummiprodukte wie Batteriekästen, Kraftstofftanks, Absätze und Sohlen für Schuhe eingeschränkt und auf kriegswichtige Produkte, vor allem Gasmasken, umgestellt. Ab 1944 wurden zunehmend sogenannte „Fremdarbeiter“ im Werk Limmer eingesetzt.
Ein erstes Barackenlager auf dem Werksgelände wurde bei alliierten Luftangriffen durch Brandbomben weitgehend zerstört, Todesfälle waren nicht zu beklagen. Im Sommer 1944 wurde es mit zehn Wohnbaracken neu aufgebaut und für 1.220 Zwangsarbeiter ausgelegt. Als Lagerleiter waren Lagerführer eingesetzt, die dem Betriebsobmann der Deutschen Arbeitsfront (DAF), dem Einheitsverband der Arbeitnehmer und Arbeitgeber, unterstellt waren. Die Überwachung diese Zwangsarbeiter-Lagers oblag dem Werkschutz der Continental.

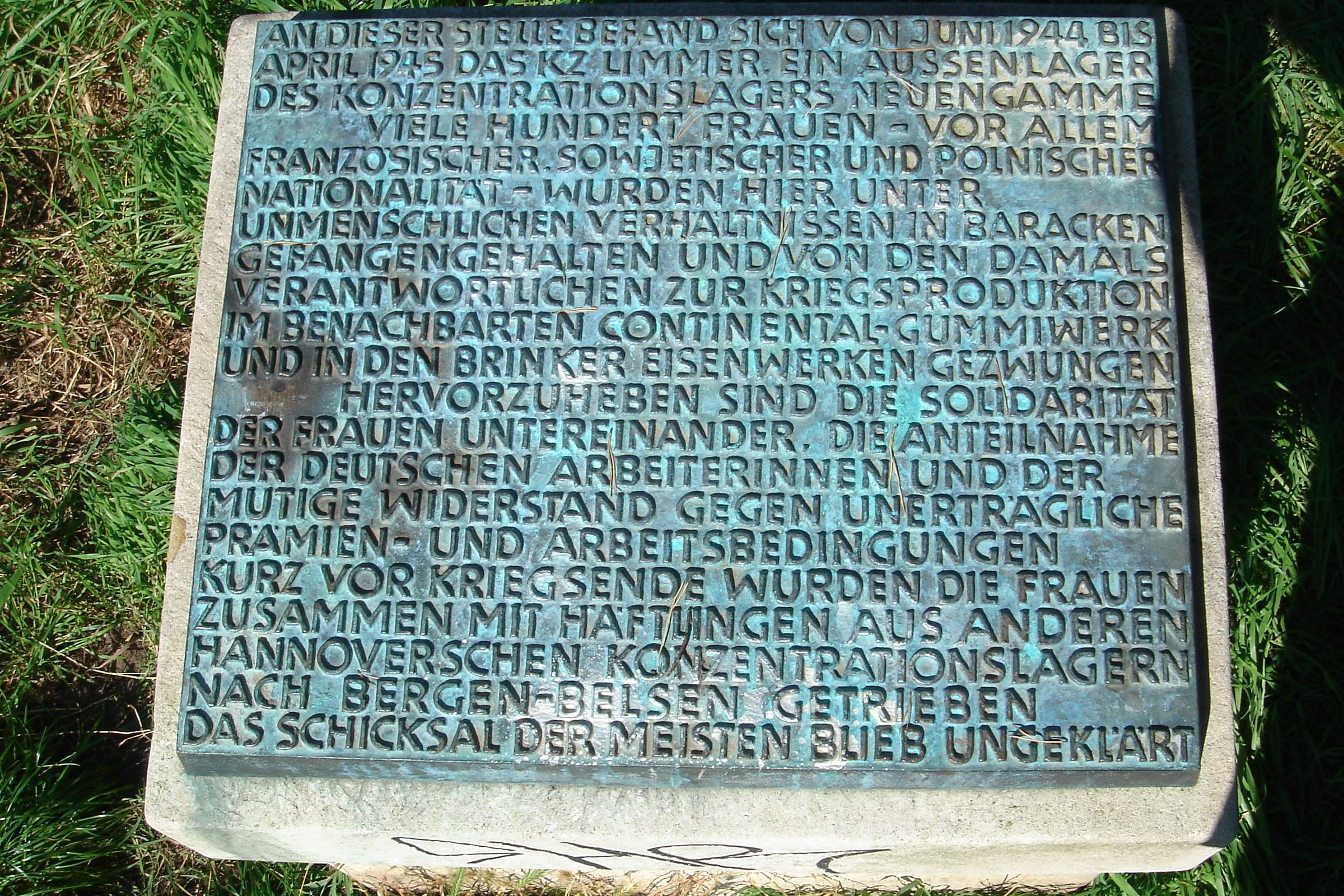
Gedenkstein für das KZ-Außenlager Hannover-Limmer an der Stockhardtstraße / Sackmannstraße

Im Juni 1944 wurde unmittelbar angrenzend das KZ-Außenlager Hannover-Limmer als Außenlager des Konzentrationslagers Neuengamme errichtet – eines von sieben derartigen Lagern im heutigen Stadtgebiet von Hannover. Es hatte bis zu 1000 weibliche Häftlinge, die unter anderem im benachbarten Continental-Werk in 12-Stunden-Schichten eingesetzt waren. Gegen Kriegsende wurde das KZ-Außenlager Anfang April 1945 weitgehend geräumt. Die marschfähigen Häftlinge wurden in einem drei Tage dauernden Marsch in das KZ Bergen-Belsen getrieben.
Eine 2008 gegründete örtliche Initiative versucht, das geschichtliche Andenken auch in die „Wasserstadt Limmer“ in geeigneter Weise einzugliedern.

### Nachkriegszeit – 1945 bis zur Stilllegung 1999

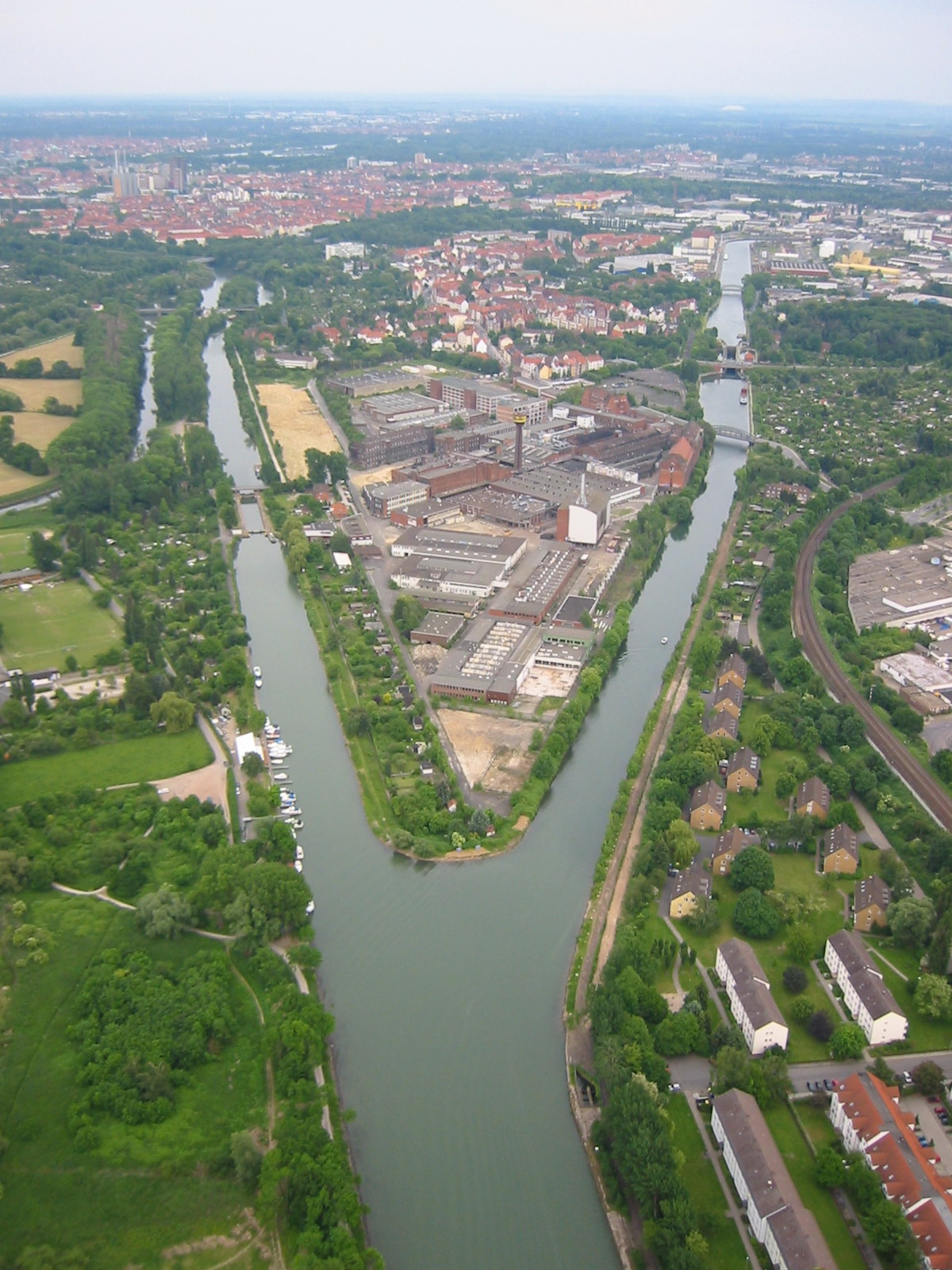
Contiwerk Limmer am Zweigkanal Linden, 2008

Das Zweigwerk Limmer war im Zweiten Weltkrieg weitgehend von Kriegsschäden verschont geblieben, so dass die Produktion kurz nach Kriegsende wieder anlaufen konnte – zunächst stark eingeschränkt. Die Besatzungsmächte ordneten die Herstellung von dringend benötigten Produkten wie Gummisaugern und hygienisch-medizinischen Artikeln an. Die Rohstoffknappheit führte dazu, dass die Aufbereitung von Altgummi weiter intensiviert wurde. Für alle drei hannoverschen Werke wurde im Zweigwerk Limmer die Gummi-Mischerei konzentriert. Aus dem in den letzten Kriegswochen erheblich zerstörten Stammwerk in Vahrenwald wurden die Verwaltungs- und Rechnungsabteilungen in das Zweigwerk Limmer verlegt. Hierdurch kam es zu großer Raumknappheit, so dass auch Produktionsräume zu Büros umgenutzt wurden.
Das Zweigwerk Limmer wurde nach dieser Wiederaufbauphase um eine neue Walzhalle, eine Fabrikhalle für Bodenbeläge (Floorflex), eine Energiezentrale und Baulichkeiten für die Formen- und Maschinenfabrik erweitert, die Produktionsmaschinen und -vorrichtungen für die anderen Werke fertigte. Angeschlossen war die Lehrwerkstatt. Um 1970 arbeiteten in der Maschinen- und Formenfabrik und den zugehörigen Nebenstellen 950 Menschen. 1999 wurde die Produktion stillgelegt.
Das ehemalige Werksgelände ist heute eingebunden in verschiedene Rundgänge zum Thema „Industrialisierung an Beispielen“, wie der „Kanalroute“. In dieser Verbindung von ehemaligen und bestehenden Industriebereichen mit den Transportwegen Binnenschiff und Schiene ist auf engstem Raum die Veränderung in Richtung „Transporte“ zu erleben.

## Nachnutzung: Wasserstadt Limmer

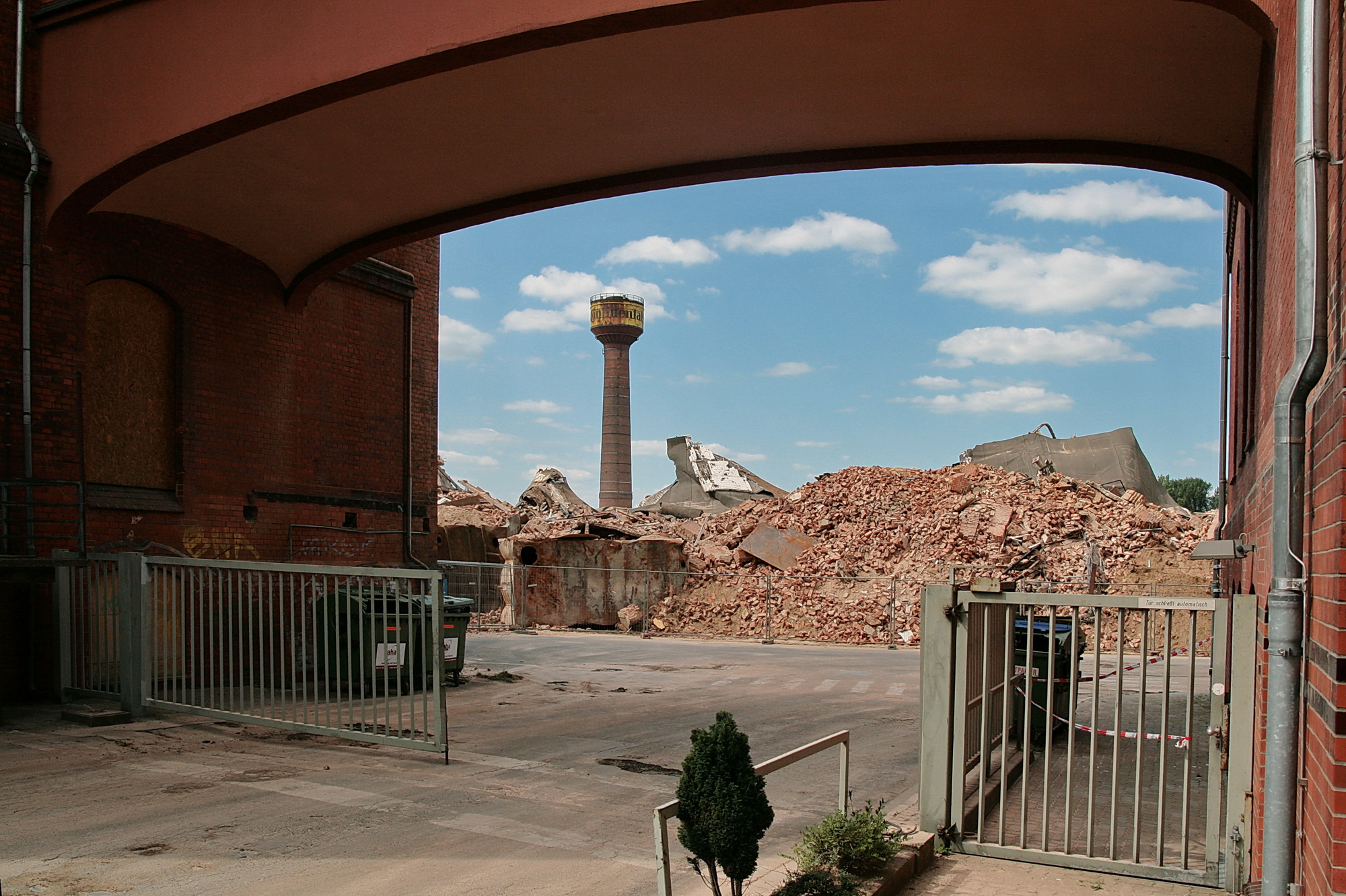
Abrissarbeiten, 2009

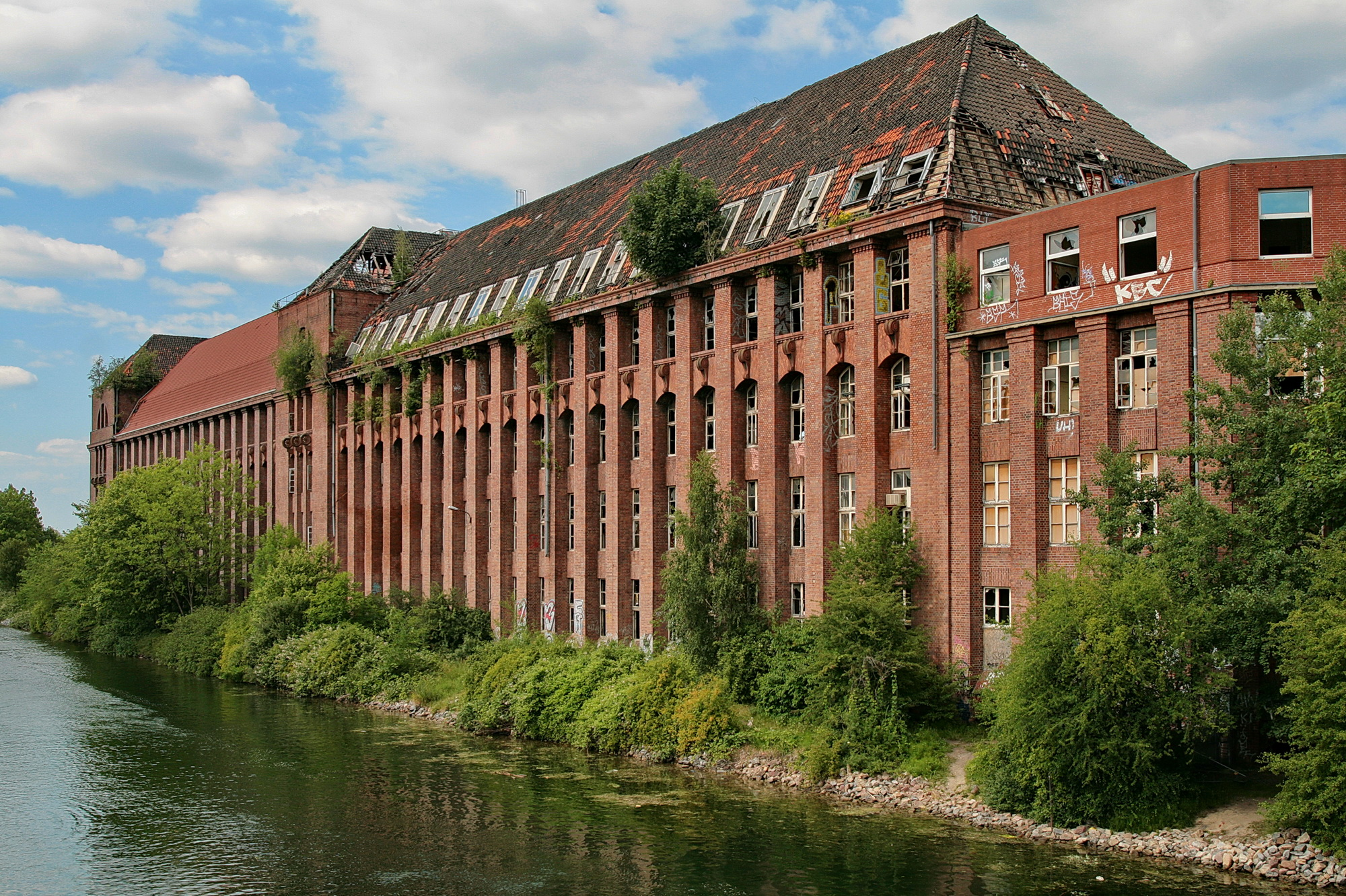
Fassaden der denkmalgeschützten Gebäude des ehemaligen Werks Limmer, 2009

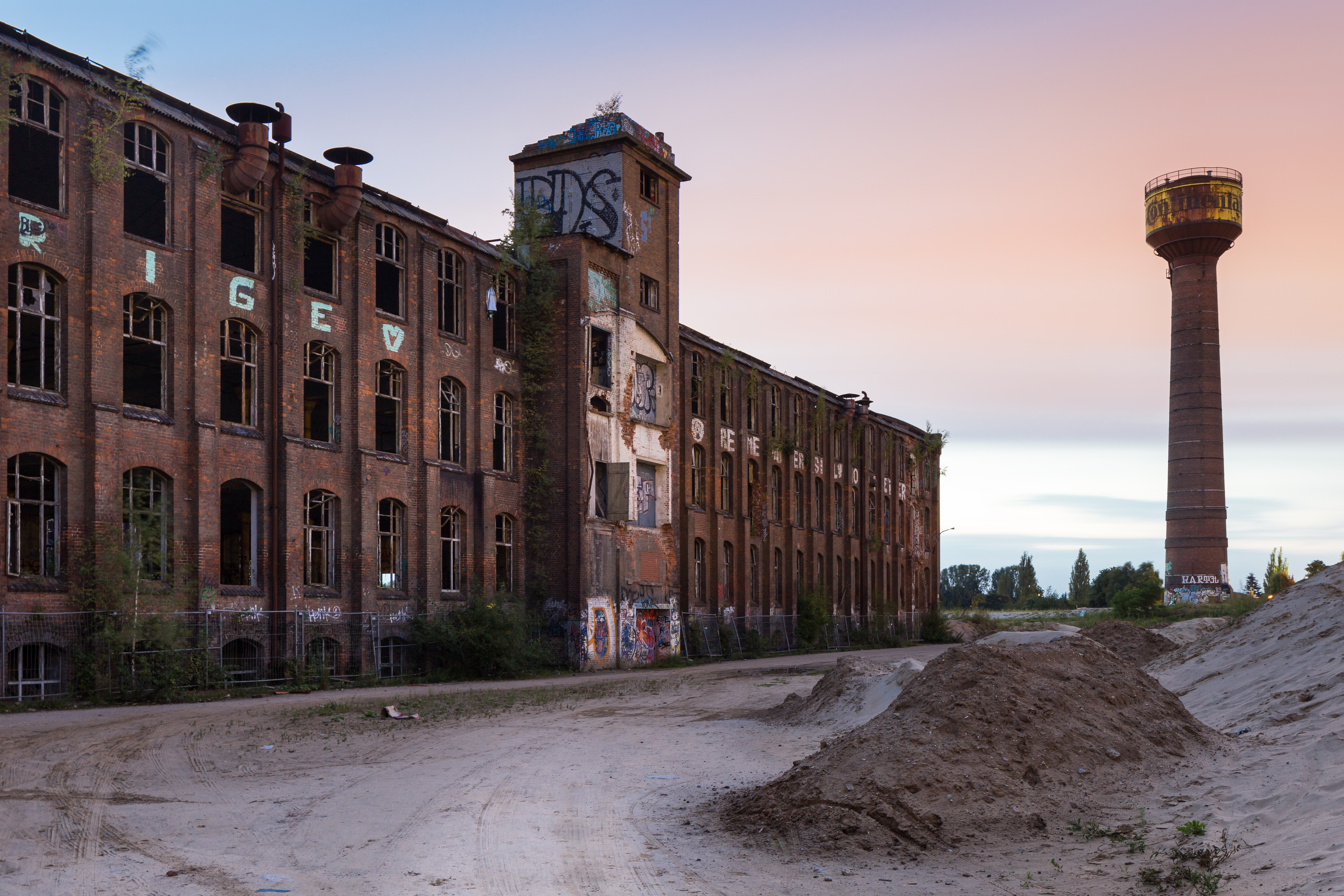
Blick über das Gelände, 2015

Nach der Stilllegung des Werks Limmer durch die Continental AG 1999 blieben die Gebäude zunächst erhalten. In den Folgejahren wurden die jüngeren Gebäudetrakte abgerissen. 2009 wurde ein großer Teil der historischen Gebäudekomplexe gesprengt.
Auf dem weitgehend freigeräumten Gelände sollte die Wasserstadt Limmer durch die Günter Papenburg AG gebaut werden. Die 2013 vorgelegten Planungen des ersten Bauabschnitt umfassten 2000 Wohneinheiten auf rund 80.000 m². Wegen fehlender Bürgerbeteiligung und zu dichter Bebauung wurde der Bebauungsplan vom Bezirksrat abgelehnt.
2014 stellte die Stadtverwaltung Hannover ein neues Konzept mit bis zu 2200 Wohneinheiten für 5000 Bewohner vor. Dagegen gab es aus Teilen der Politik und von Bürgern Einwände. Ab Herbst 2014 lief ein neues Bürgerbeteiligungsverfahren. Im Mai 2015 wurden Ziele zwischen 1000 und 1800 Wohneinheiten diskutiert. Im August 2016 beschlossen Bau- und Umweltausschuss des Rates den Bau von weniger als 2000 Wohnungen für deutlich mehr als 3000 Menschen. Im ersten Bauabschnitt nahe am alten Dorf Limmer, für den die Auslage der Pläne zur Bürgerbeteiligung beschlossen wurde, wurden 20 % Sozialwohnungsbau vorgesehen.

## Publikationen
- Hannoversche Gummiwerke Excelsior AG. Festschrift zum 50-jährigen Firmenjubiläum. Selbstverlag, Hannover 1912.
- Hannoversche Gummiwerke Excelsior, Aktien-Gesellschaft, Hannover-Limmer. (Taschenkalender, nachgewiesen ab 1921, 1923 Erscheinen eingestellt; DNB 367995050)